# Vlaamse Ardennen
De Vlaamse Ardennen is een heuvelachtige streek in het zuiden van de Belgische provincie Oost-Vlaanderen variërend in hoogte tussen 5 en 151 meter. De streek is niet duidelijk omlijnd, maar meestal bedoelt men hiermee het arrondissement Oudenaarde en de steden Zottegem en Geraardsbergen, Oudenaarde en Ronse. De streek is officieel erkend als Regionaal Landschap Vlaamse Ardennen en vormt een bekende toeristische regio (gepromoot door Toerisme Vlaamse Ardennen en waar ook nog Herzele, Sint-Lievens-Houtem, Oosterzele en Gavere toe worden gerekend). Sinds 2021 zijn de Vlaamse Ardennen (zonder Geraardsbergen en Gavere) ook een van de 17 bestuurlijke regio's in Vlaanderen. Een deel van de Vlaamse Ardennen is sinds oktober 2023 erkend als Vlaams Landschapspark onder de naam Landschapspark Vlaamse Ardennen.  De heuvelrij van de Vlaamse Ardennen loopt over de taalgrens over in de Henegouwse streek Pays des Collines, die geografisch een geheel vormt met de Vlaamse Ardennen.

## Naam

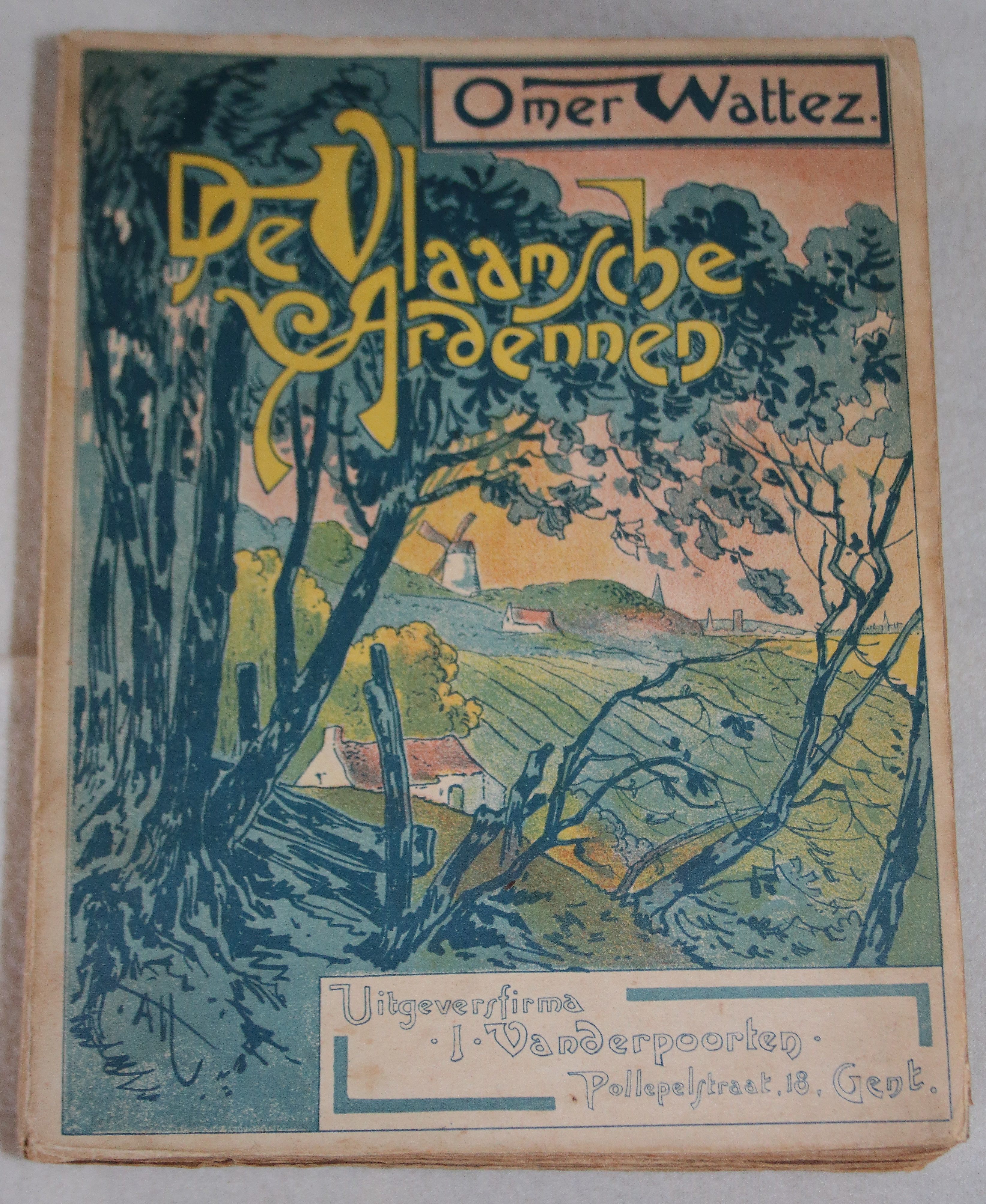
De Vlaamsche Ardennen, Omer Wattez, 1914.

De streek heeft niets te maken met de Ardennen in Wallonië, maar is slechts zo genoemd vanwege haar heuvelachtige karakter. Toen Pol de Mont samen met zijn vriend Omer Wattez op de Geuzentoren in het Muziekbos in Ronse voor de eerste maal over het heuvelachtige landschap keek riep hij verwonderd: "Maar dat zijn hier de Vlaamse Ardennen". Pol de Mont is dus de uitvinder van de naam 'Vlaamse Ardennen'. maar het was wel Omer Wattez die de benaming op de toeristische kaart zette. Hij schreef in 1889 in Een hoekje van Zuid-Vlaanderen: Oudenaarde, Ronse en omstreken (Uitgeverij Willemsfonds): O, mijn schoon land, met uw wijde horizonten; land van heuvels en dalen, waar ge tien, twaalf dorpen in één dag te voet kunt bezoeken, van het ene naar het andere gaan langs veldwegeltjes die klimmen en dalen; waar ge vanop een hoogte wel twintig dorpen ziet liggen, met hun kerktorens en huizen en hofsteden en boomgaarden. O, mijn schoon land met uw wijde en brede vergezichten, ... machtig veel groen, bossen, lange bomenrijen die men op de hoogten van verre ziet staan ...  In 1914 publiceerde Wattez De Vlaamsche Ardennen. Wandelingen en uitstapjes in het land van Oudenaarde en Ronse (Uitgeverij Vanderpoorten). Kunstenaars als Valerius De Saedeleer, Leo Piron en de Verstraetens zetten de heuvellandschappen op doek.

## Heuvels

### Structuur

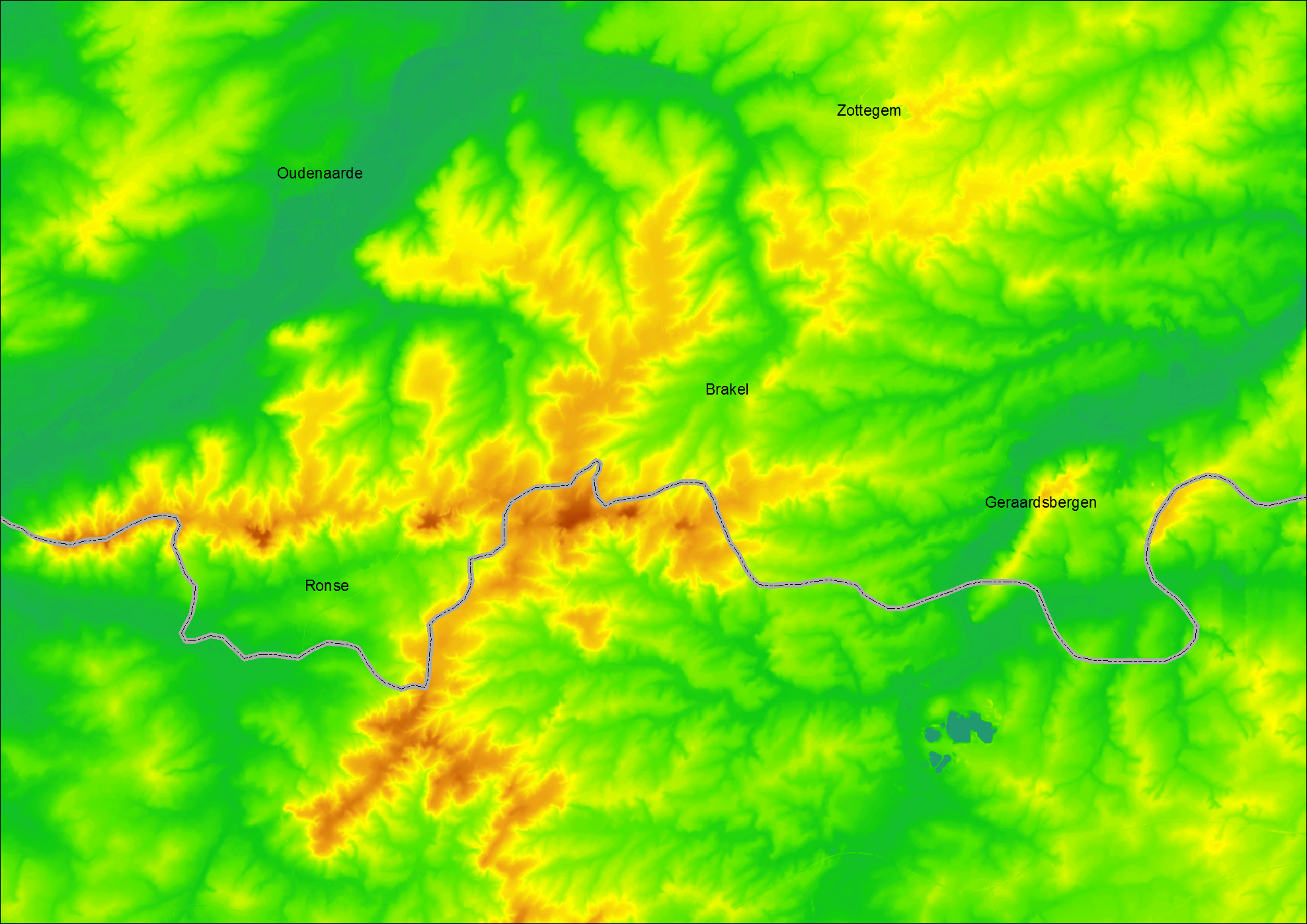
Hoogtemodel van de Vlaamse Ardennen

De zuidelijke grens van de Vlaamse Ardennen wordt gevormd door een heuvelrij tussen de Kluisberg in het westen en de Pottelberg in het oosten met een lengte van meer dan vijftien kilometer. De Kluisberg, Hotondberg, Muziekberg en Oudenberg zijn gekend als getuigenheuvels van ijzerzandsteen, versteende zandbanken van de Diestiaanzee. De heuvelrug is bedekt met verschillende bossen en vormt een natuurlijke grens tussen noord en zuid. Van west naar oost volgen volgende top(jes) elkaar op: Kluisberg, Knokteberg, Hotond, Kruisberg, Muziekberg (met Kanarieberg, Statieberg en Fortuinberg), Hoppeberg, Pottelberg. Na de Pottelberg wordt de heuvelkam minder uitgesproken bij de Parikeberg en bij Geraardsbergen is deze volledig geërodeerd door de Dender, waardoor de Oudenberg, Bosberg en Congoberg enigszins geïsoleerd liggen aan de oostzijde van de Dender. Doordat de grens tussen Vlaanderen en Wallonië op verschillende plaatsen op deze heuvelrug loopt, valt de natuurlijke grens van de Vlaamse Ardennen voor een deel in de provincie Henegouwen. Zo ligt de Pottelberg niet in Vlaanderen, maar kan hij als onderdeel van de heuvelrij wel gezien worden als een deel van het natuurlijk geheel van de Vlaamse Ardennen en het Pays des Collines.
De N36 steekt de zuidelijke heuvelrij over tussen de Knokteberg en de Hotond. De N60, die Gent met Ronse verbindt, doet dit bij de Kruisberg en de N48 bij de Hoppeberg.
Tussen Brakel en Oudenaarde loopt een gelijkaardig maar korter interfluvium. De hoogste punten zijn van west naar oost de Kerselareberg (86 m), Varent (102 m) en Berg ten Stene (106 m). Dit interfluvium vormt eerder een afgerond plateau zonder uitgesproken heuveltoppen zoals voor de zuidelijke heuvelrij het geval is. Over het plateau loopt de N8 tussen Brakel en Oudenaarde. Het plateau wordt aan de noord- en vooral de zuidzijde begrensd wordt door steile hellingen. Aan de zuidzijde liggen verschillende hellingen met specifieke namen: Edelareberg, Achterberg, Ladeuze, Eikenberg, Kapelleberg, Boigneberg, Varent, Berg ten Stene en Steenberg. Deze hellingen verbinden de Maarkebeekvallei met de N8 bovenaan. Aan de noordzijde zijn de hellingen minder steil. Tot de steilste hellingen aan deze zijde behoren de Volkegemberg, Wolvenberg en Kattenberg.
Beide heuvelruggen worden verbonden door een langere heuvelrug die zich in noord-zuidrichting uitstrekt over meer dan achttien kilometer. Deze rug start in het hart van het Henegouwse Pays des Collines nabij La Croisette (Ellignies-lez-Frasnes) (134 m) en loopt via de Hoppeberg tot de Pottenberg en Vissegem. Tussen de Hoppeberg en de N8 liggen enkele steile hellingen die vanuit de Maarkebeekvallei omhoog klimmen (Steenbeekberg, Het Foreest en Ganzenberg). Aan het noordelijke einde sluit deze heuvelrug aan op de heuvelrug Berg ten Stene – Varent – Kerselareberg. In noordoostelijke richting loopt een zijtak van deze heuvelrug nog verder via de Valkenberg en Berendries tot Sint-Maria-Oudenhove. Verder naar Zottegem in het noorden en Wijnhuize en Sint-Lievens-Esse in het oosten toe wordt de heuvelrug minder hoog en steil, hoewel nog met hellingen als Grotenberge, De Vlamme, Langendries, Kortendries, Klemhoutstraat, Kloosterbosstraat, Elverenberg-Vossenhol, Pijpketel en Eikenmolen.

### Bergen

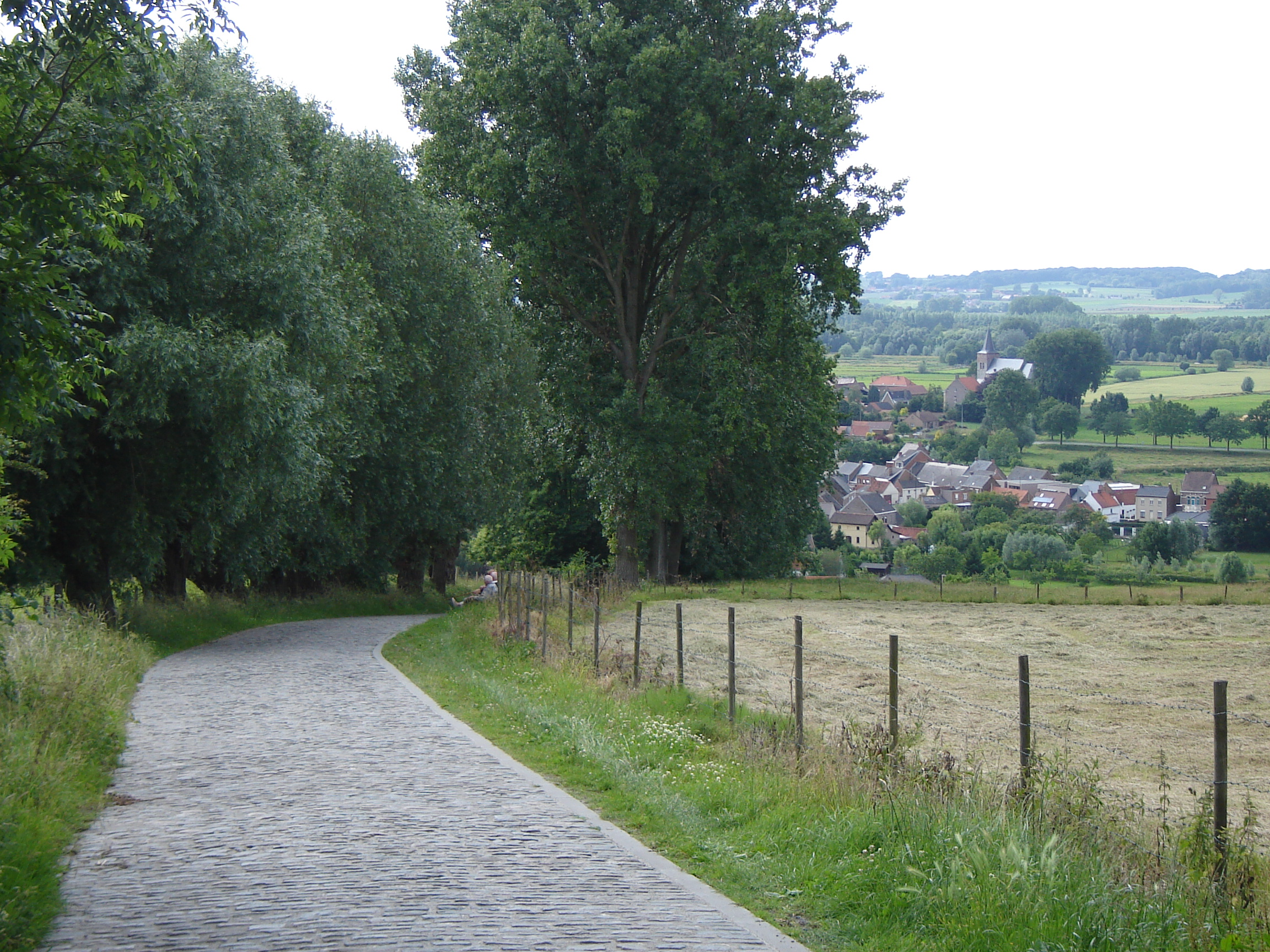
Koppenberg in Oudenaarde

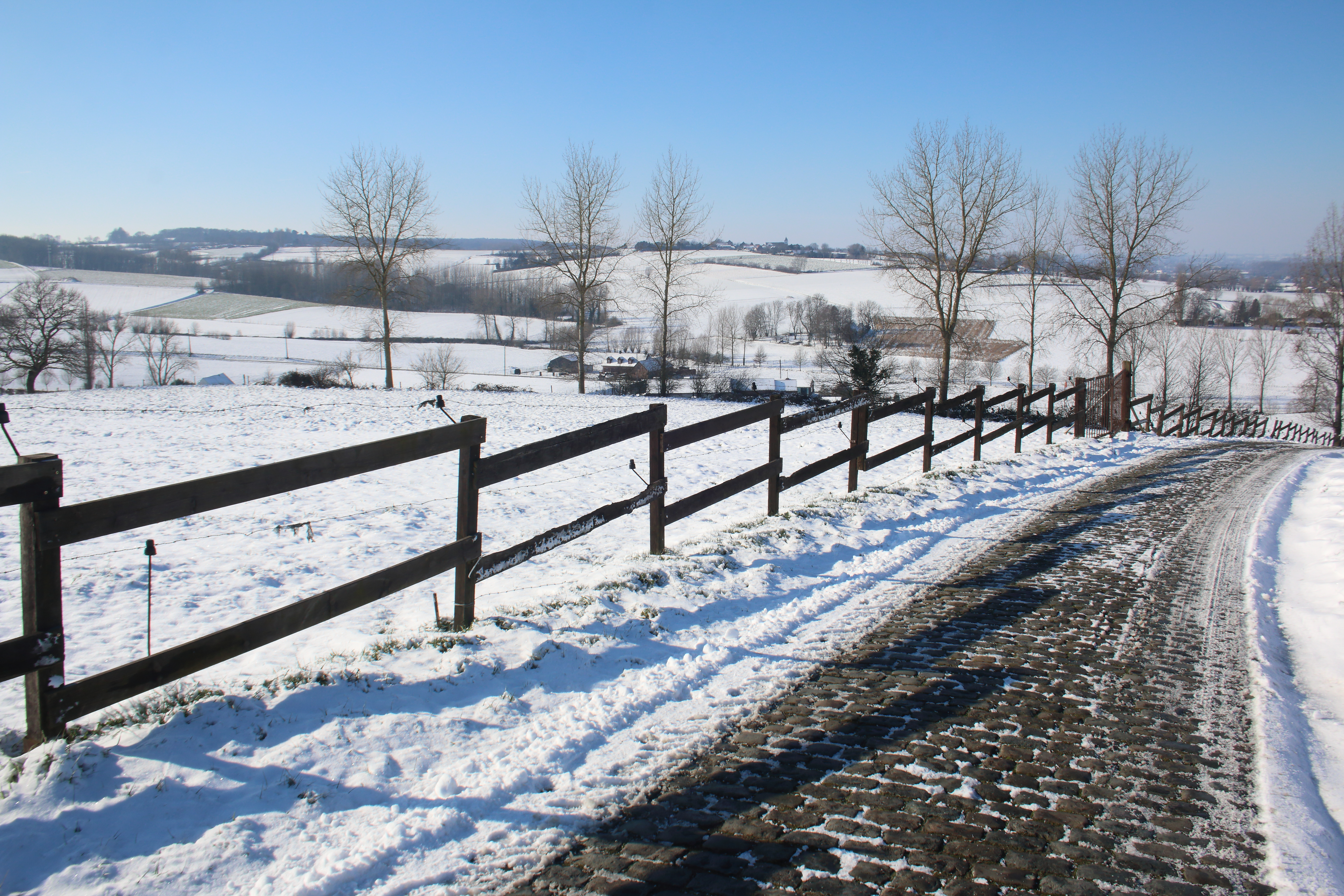
Paterberg in Kluisbergen

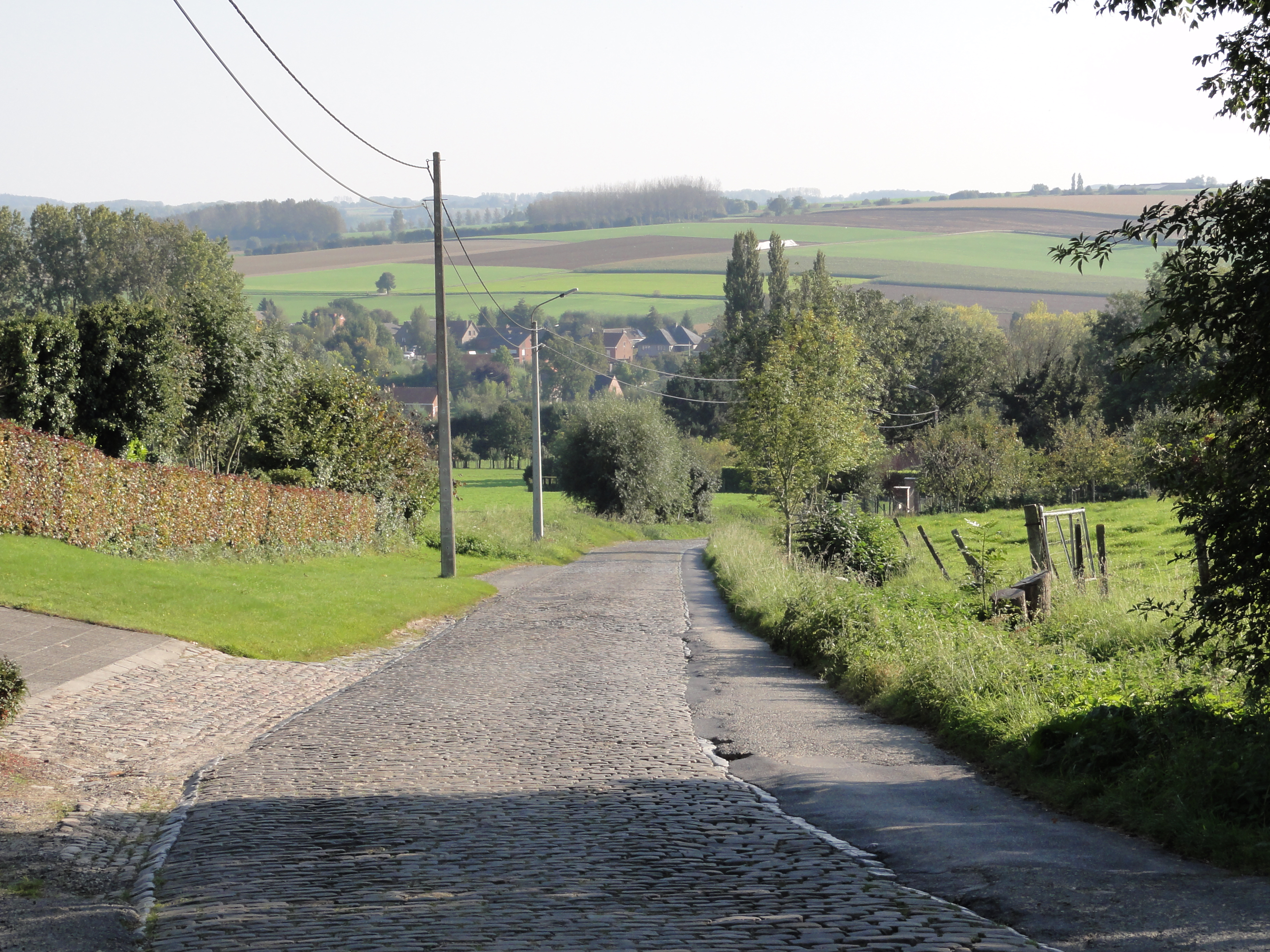
Eikenberg in Maarkedal

| Naam           | hoogte (meter boven zeespiegel) | gemeente                                           |
| -------------- | ------------------------------- | -------------------------------------------------- |
| Pottelberg     | 157                             | Vloesberg (Pays des Collines)                      |
| Hotondberg     | 150                             | Ronse — Kluisbergen                                |
| Kluisberg      | 142                             | Kluisbergen — Mont-de-l'Enclus (Pays des Collines) |
| Muziekberg     | 148                             | Ronse — Maarkedal                                  |
| Knokteberg     | 123                             | Kluisbergen                                        |
| Oudenberg      | 110                             | Geraardsbergen                                     |
| Moerbekeheuvel | 110                             | Moerbeke – Galmaarden (Pajottenland)               |
| Edelareberg    | 86                              | Oudenaarde                                         |
| Balei          | 83                              | Sint-Lievens-Houtem                                |
| Koppenberg     | 79                              | Oudenaarde                                         |

### Wielrennen
De Vlaamse Ardennen zijn bekend bij wielrenners voor de kasseistroken (onder andere Paddestraat, Lippenhovestraat, Kerkgate, Haaghoek, Lange Munte, Mariaborrestraat, Huisepontweg) en de hellingen. De hellingen in de Vlaamse Ardennen worden in verschillende wielerwedstrijden regelmatig beklommen. Jaarlijks, in het eerste weekend van april, wordt de Ronde van Vlaanderen verreden. Het zwaartepunt van deze wedstrijd verplaatste zich in de loop van de jaren steeds meer naar de Vlaamse Ardennen. De dag voor de wedstrijd kunnen toeristen het parcours, of een deel ervan, afleggen. Het is een van de populairste tochten voor wielertoeristen.
Als dezelfde heuvel wordt beklommen via verschillende routes wordt vaak een andere naam gegeven aan specifieke hellingen:

#### Hellingen

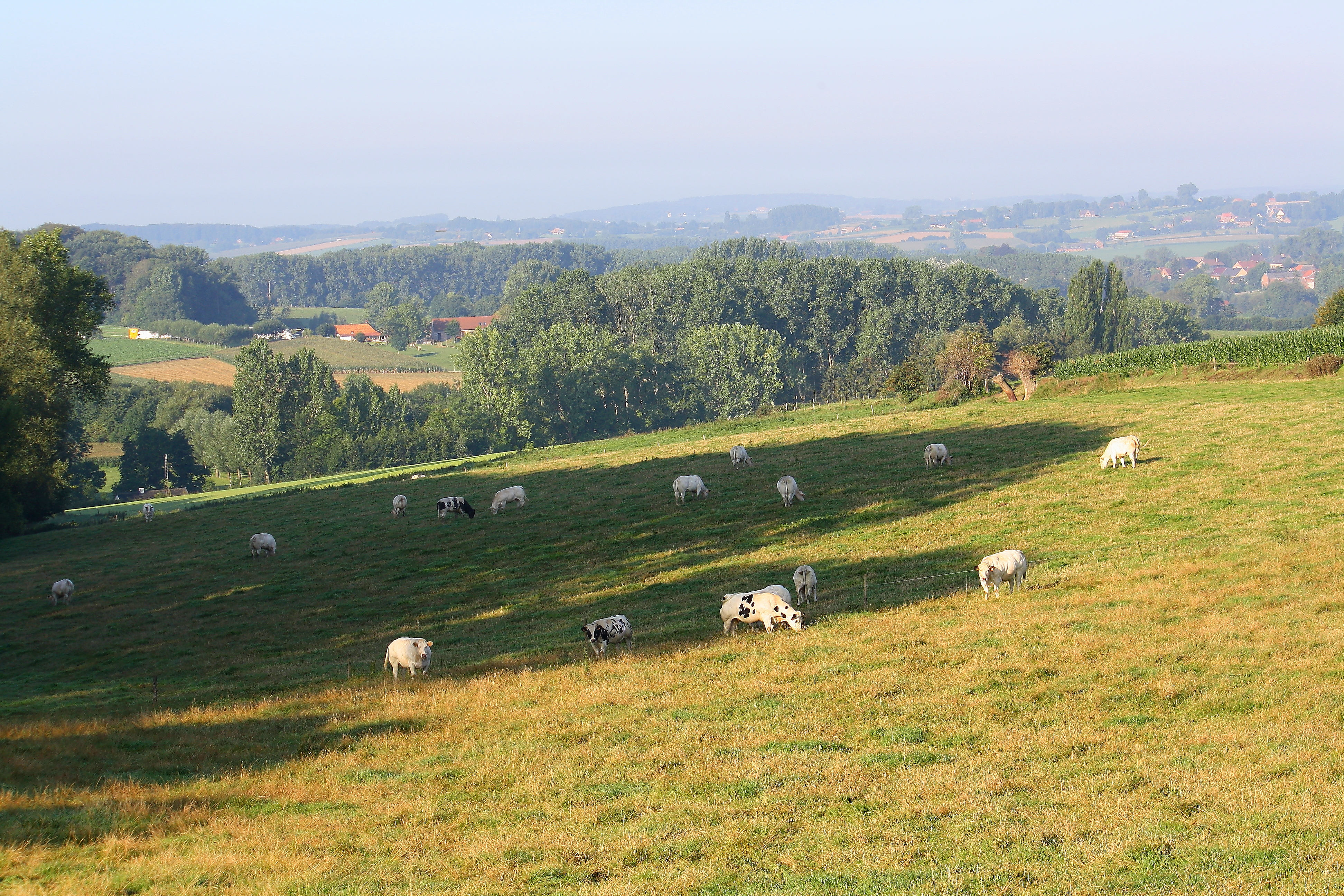
Vlaamse Ardennenlandschap in Maarkedal

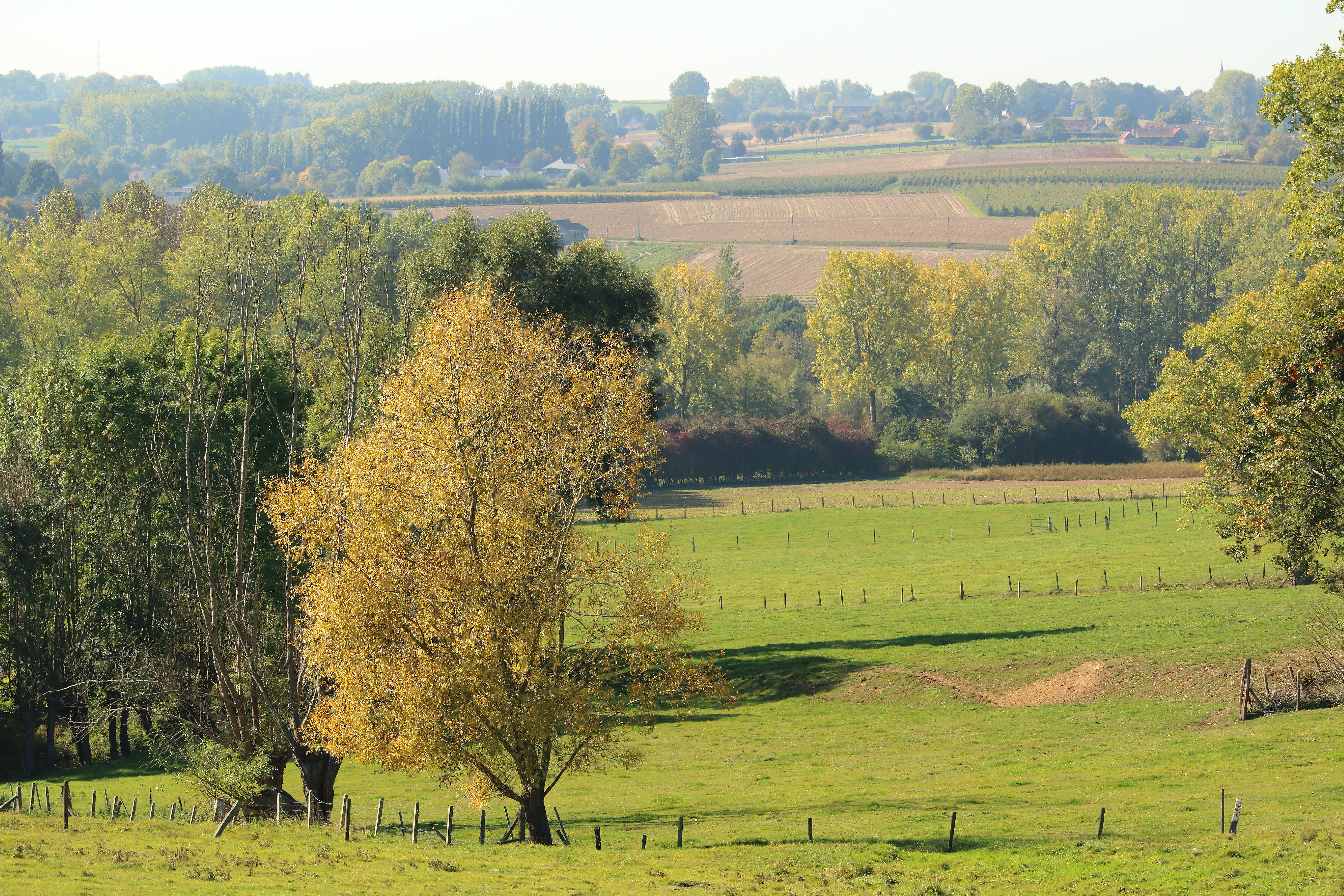
Vlaamse Ardennenlandschap in Zottegem

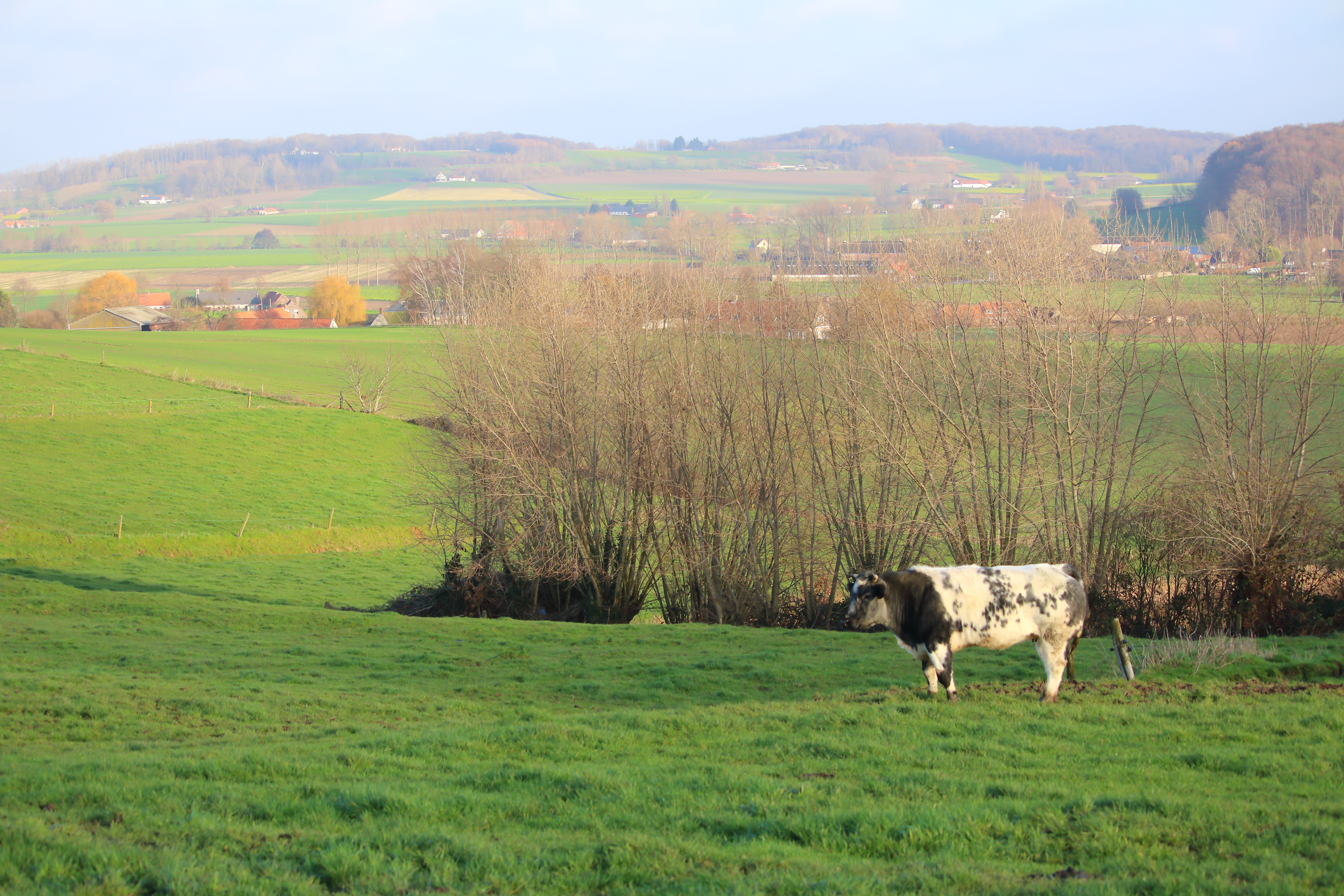
Vlaamse Ardennenlandschap in Kluisbergen

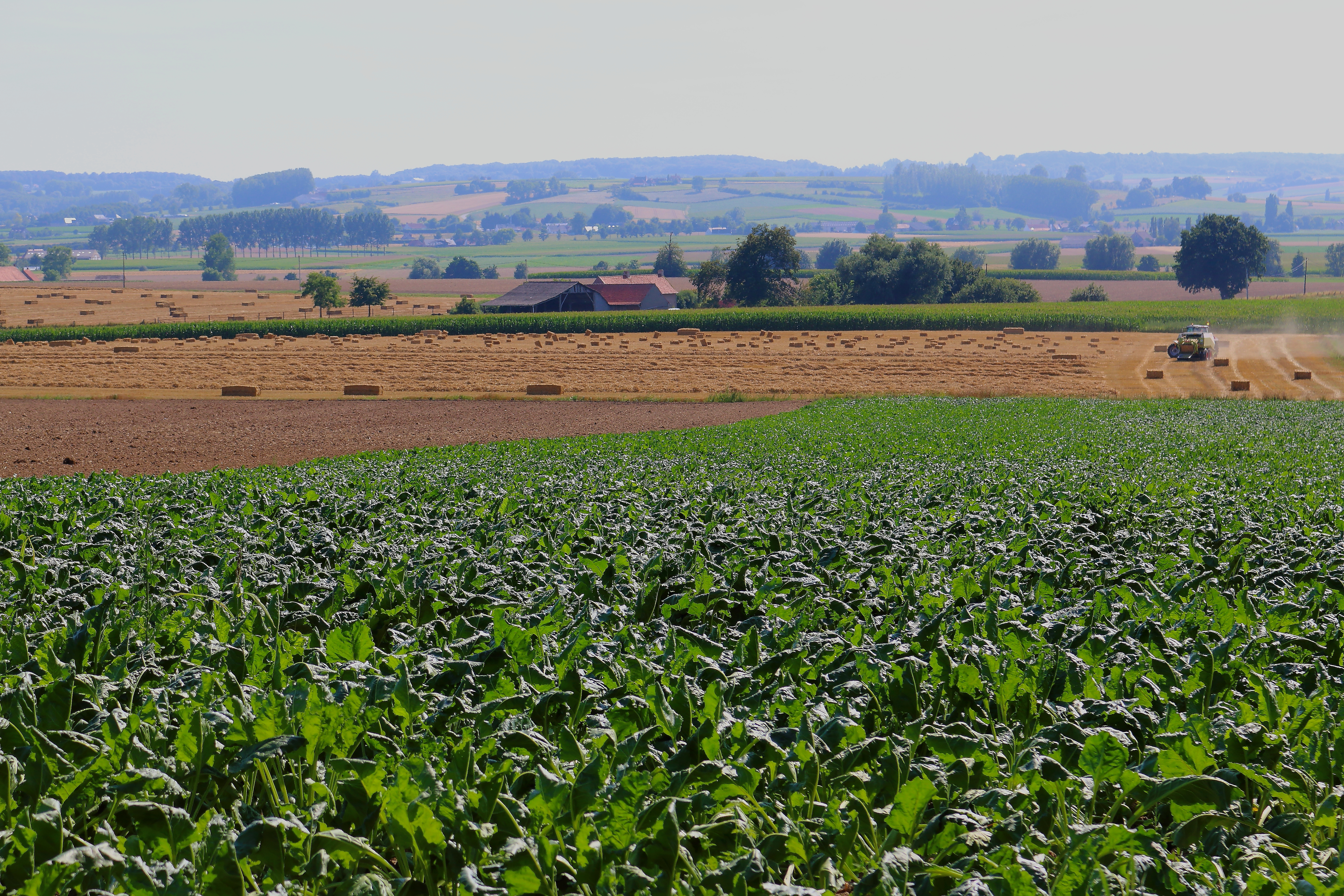
Vlaamse Ardennenlandschap in Oudenaarde

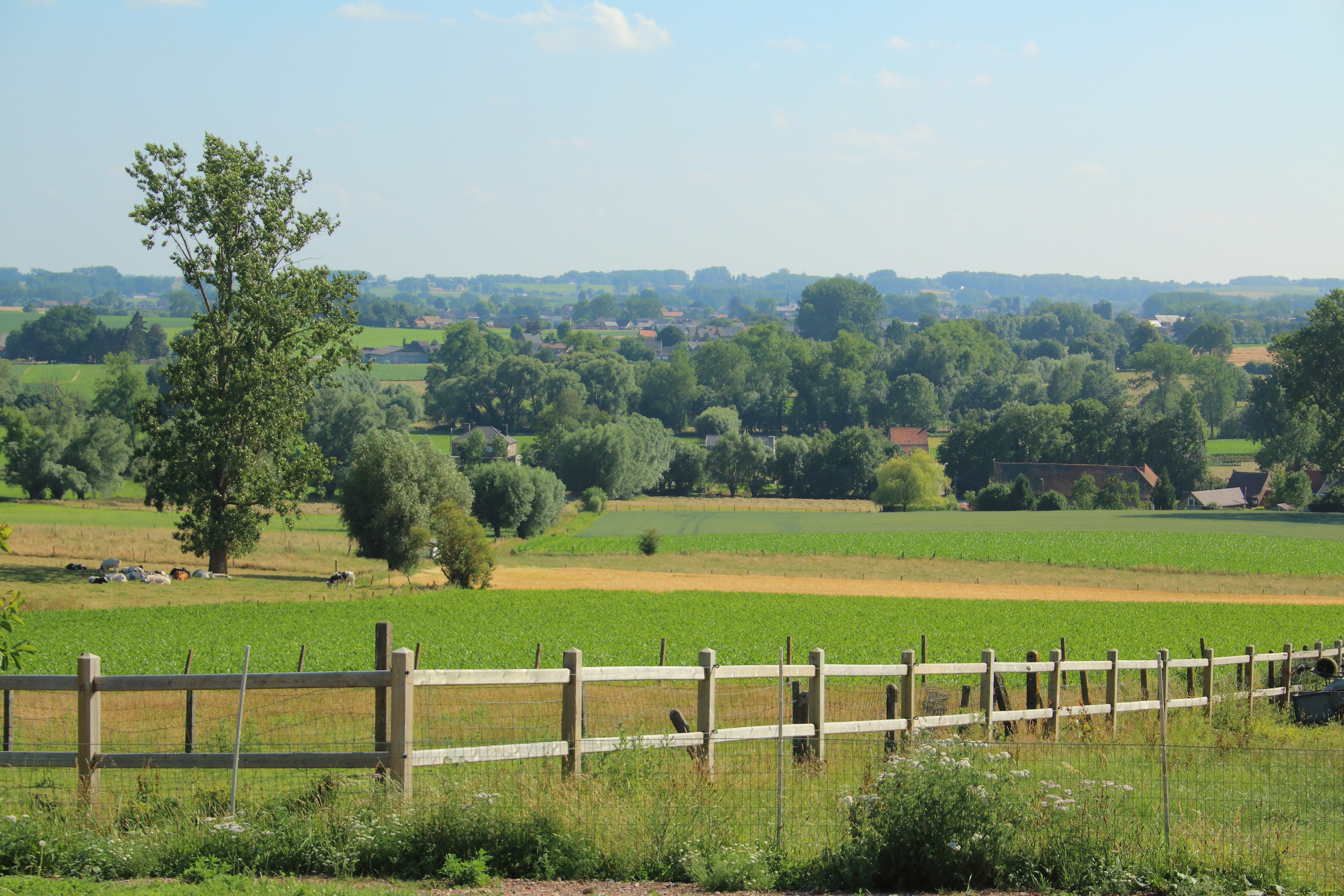
Vlaamse Ardennenlandschap in Lierde

| Naam                         | hoogte (meter boven zeespiegel) | Hoogteverschil | gemeente                                   |
| ---------------------------- | ------------------------------- | -------------- | ------------------------------------------ |
| Pottelberg                   | 157                             | 63             | Vloesberg (Pays des Collines)              |
| Hotondberg (vanaf Kwaremont) | 145                             | 110            | Ronse - Kluisbergen                        |
| Kluisberg (Ruien-Boskouter)  | 140                             | 112            | Kluisbergen                                |
| Kluisberg (Ruien-Bergstraat) | 93                              | 66             | Kluisbergen                                |
| Muziekberg                   | 133                             | 33             | Ronse - Maarkedal                          |
| Knokteberg                   | 123                             | 88             | Kluisbergen                                |
| Kwaremont                    | 118                             | 106            | Kluisbergen                                |
| Oude Kwaremont               | 111                             | 93             | Kluisbergen                                |
| Muur van Geraardsbergen      | 110                             | 92             | Geraardsbergen                             |
| Bosberg                      | 105                             | 57             | Geraardsbergen - Galmaarden (Pajottenland) |
| Ganzenberg                   | 105                             | 70             | Maarkedal                                  |
| Leberg                       | 99                              | 45             | Brakel                                     |
| Berendries                   | 98                              | 66             | Brakel                                     |
| Valkenberg                   | 98                              | 53             | Brakel                                     |
| Kapelleberg                  | 97                              | 68             | Maarkedal                                  |
| Grotenberge                  | 88                              | 33             | Zottegem                                   |
| Volkegemberg                 | 84                              | 54             | Oudenaarde                                 |
| Boigneberg                   | 83                              | 53             | Maarkedal                                  |
| Eikenberg                    | 82                              | 68             | Maarkedal                                  |
| Edelareberg                  | 80                              | 64             | Oudenaarde                                 |
| Koppenberg                   | 78                              | 64             | Oudenaarde                                 |
| Kattenberg                   | 60                              | 40             | Oudenaarde                                 |
| Wolvenberg                   | 51                              | 45             | Oudenaarde                                 |

## Gemeenten en steden
- Brakel
- Erpe-Mere
- Gavere
- Geraardsbergen
- Horebeke
- Herzele
- Kluisbergen
- Kruisem
- Lierde
- Maarkedal
- Oosterzele
- Oudenaarde
- Ronse
- Sint-Lievens-Houtem
- Wortegem-Petegem
- Zottegem
- Zwalm

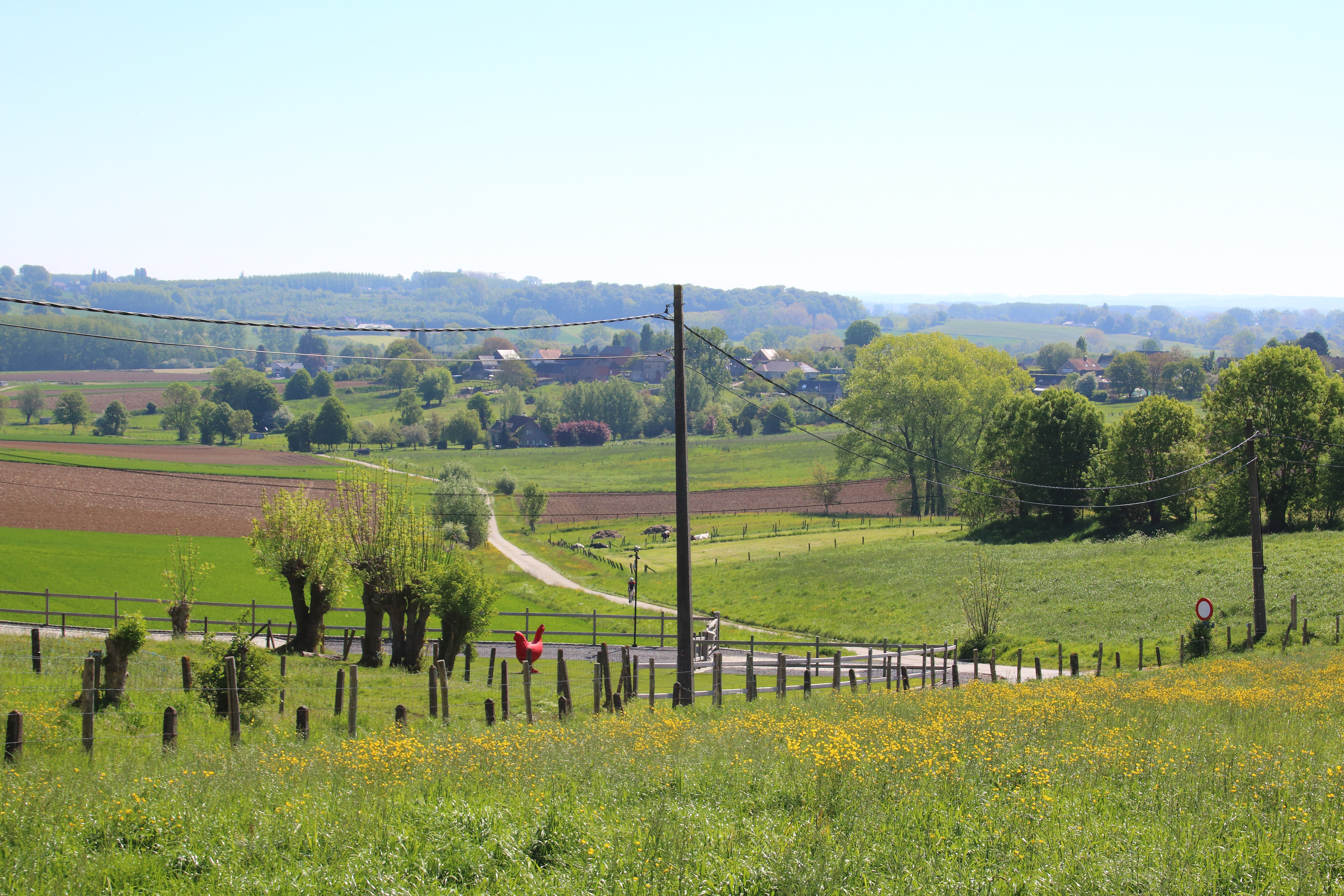
Vlaamse Ardennenlandschap in Brakel

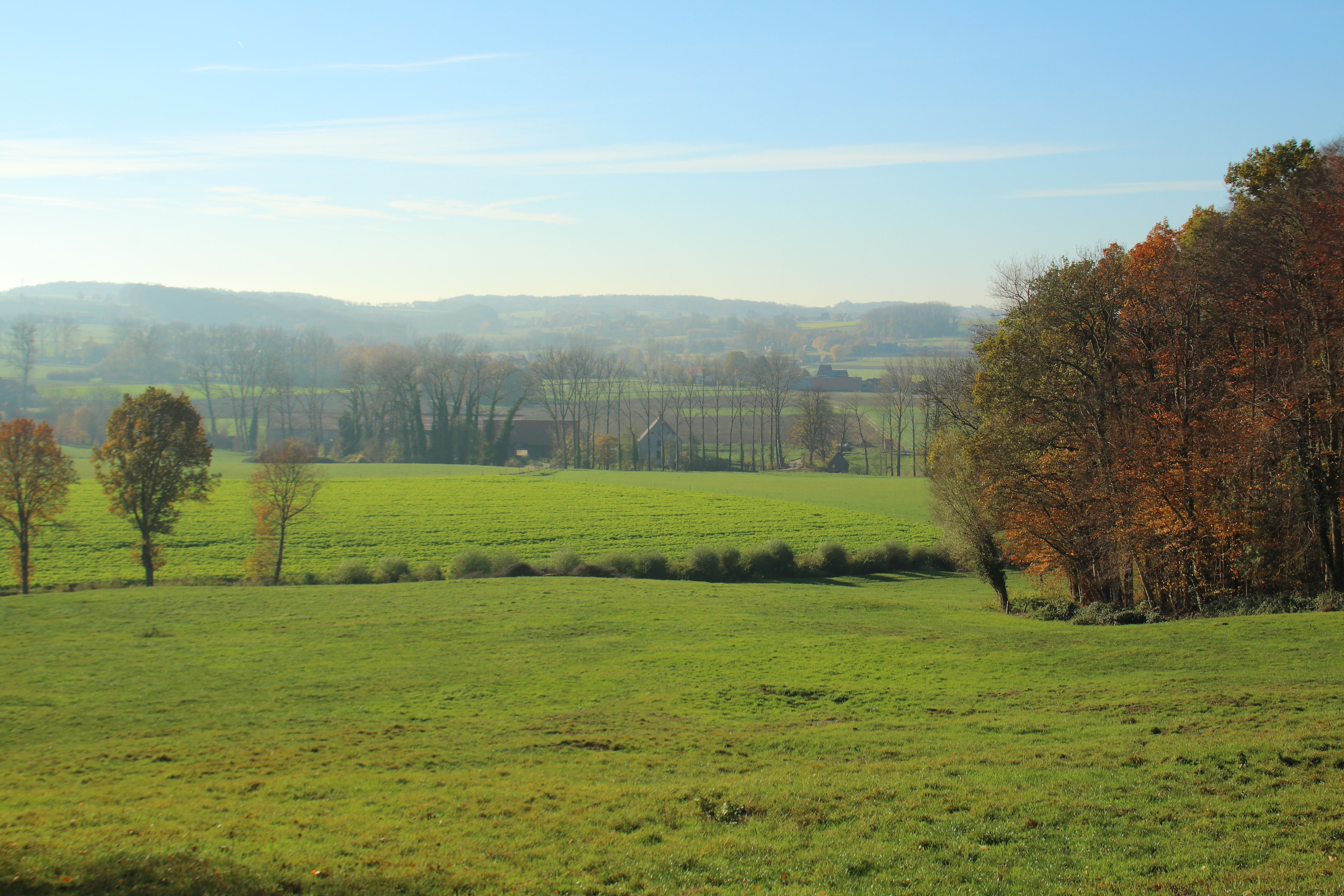
Vlaamse Ardennenlandschap in Kluisbergen

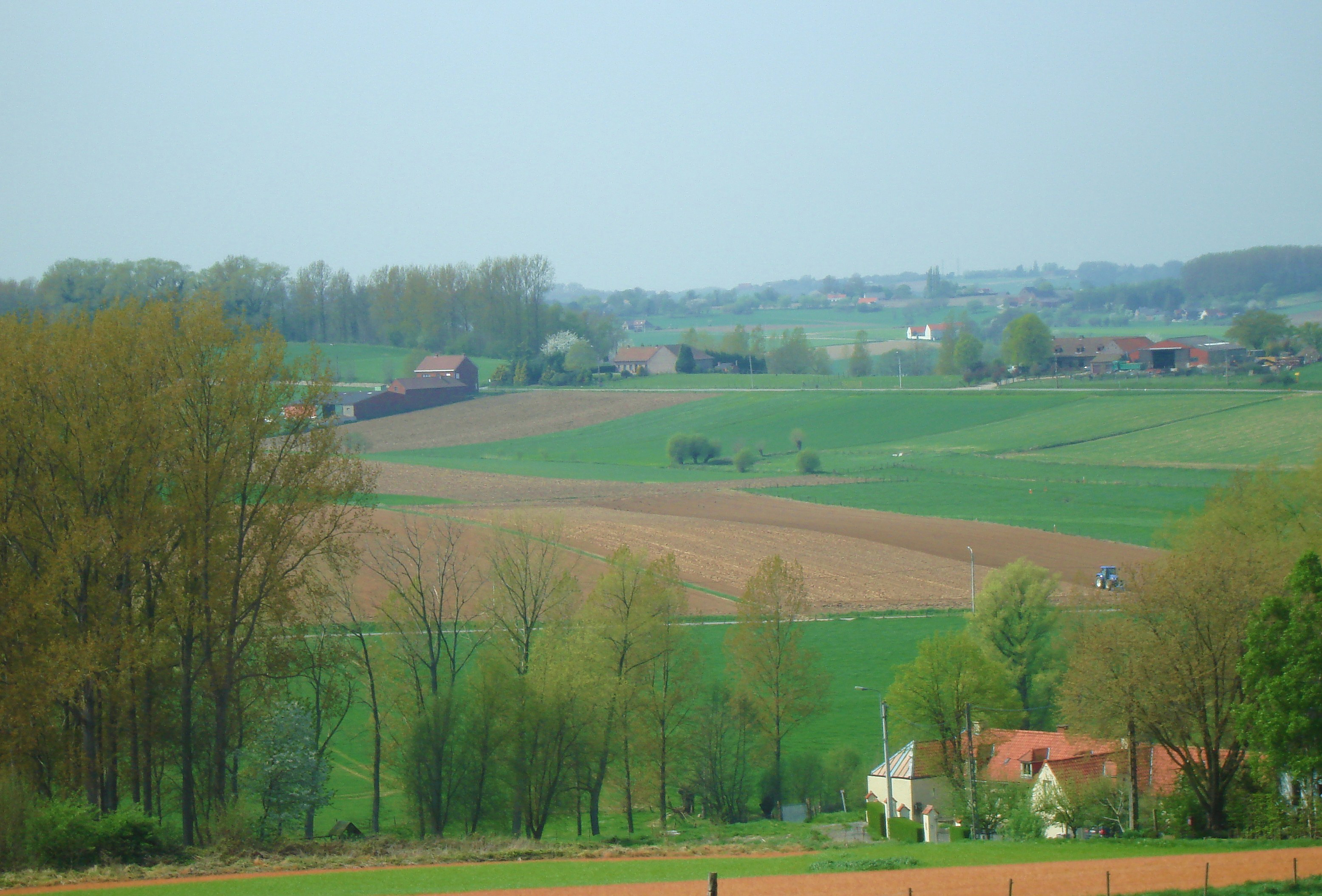
Vlaamse Ardennenlandschap in Maarkedal

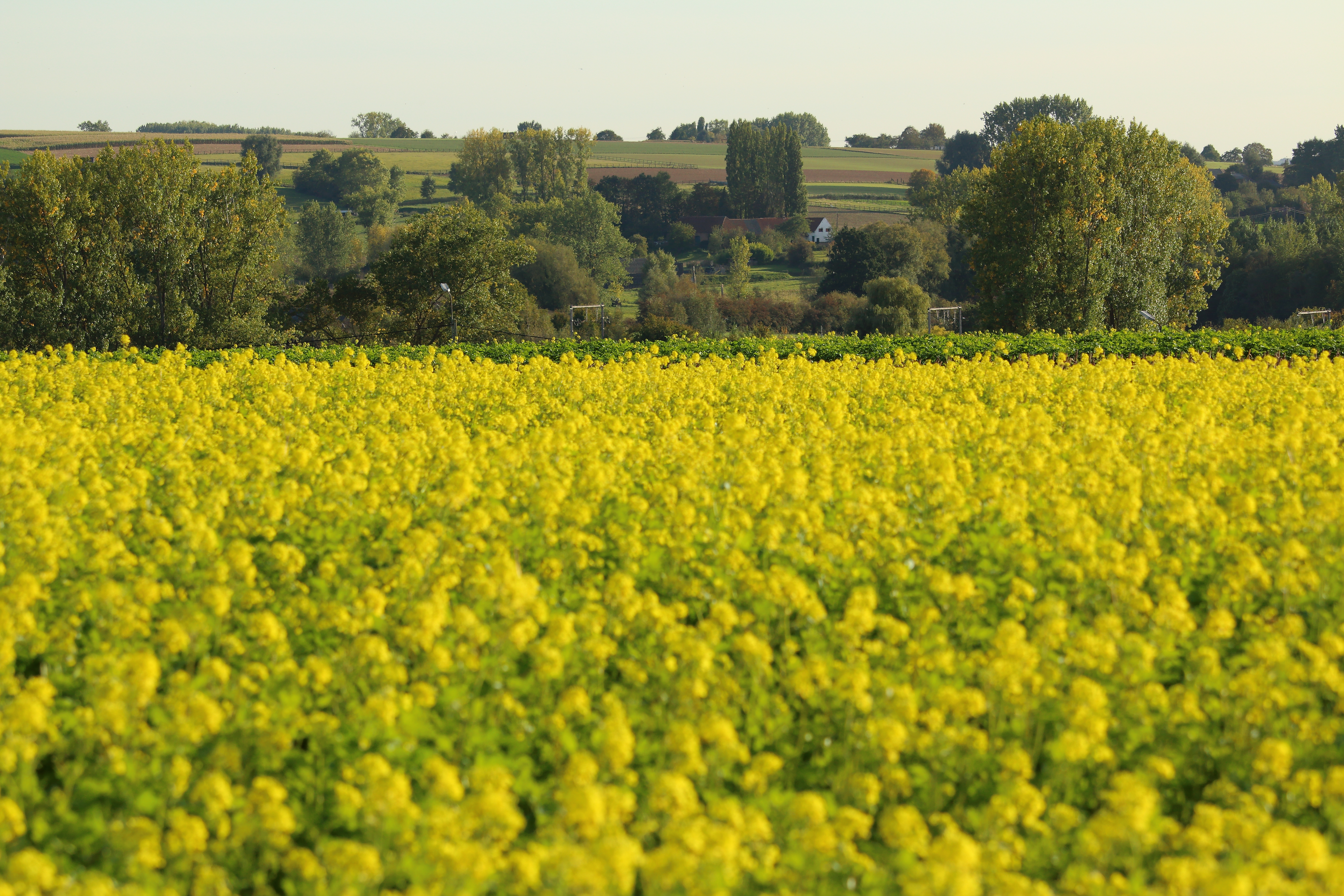
Vlaamse Ardennenlandschap in Zottegem

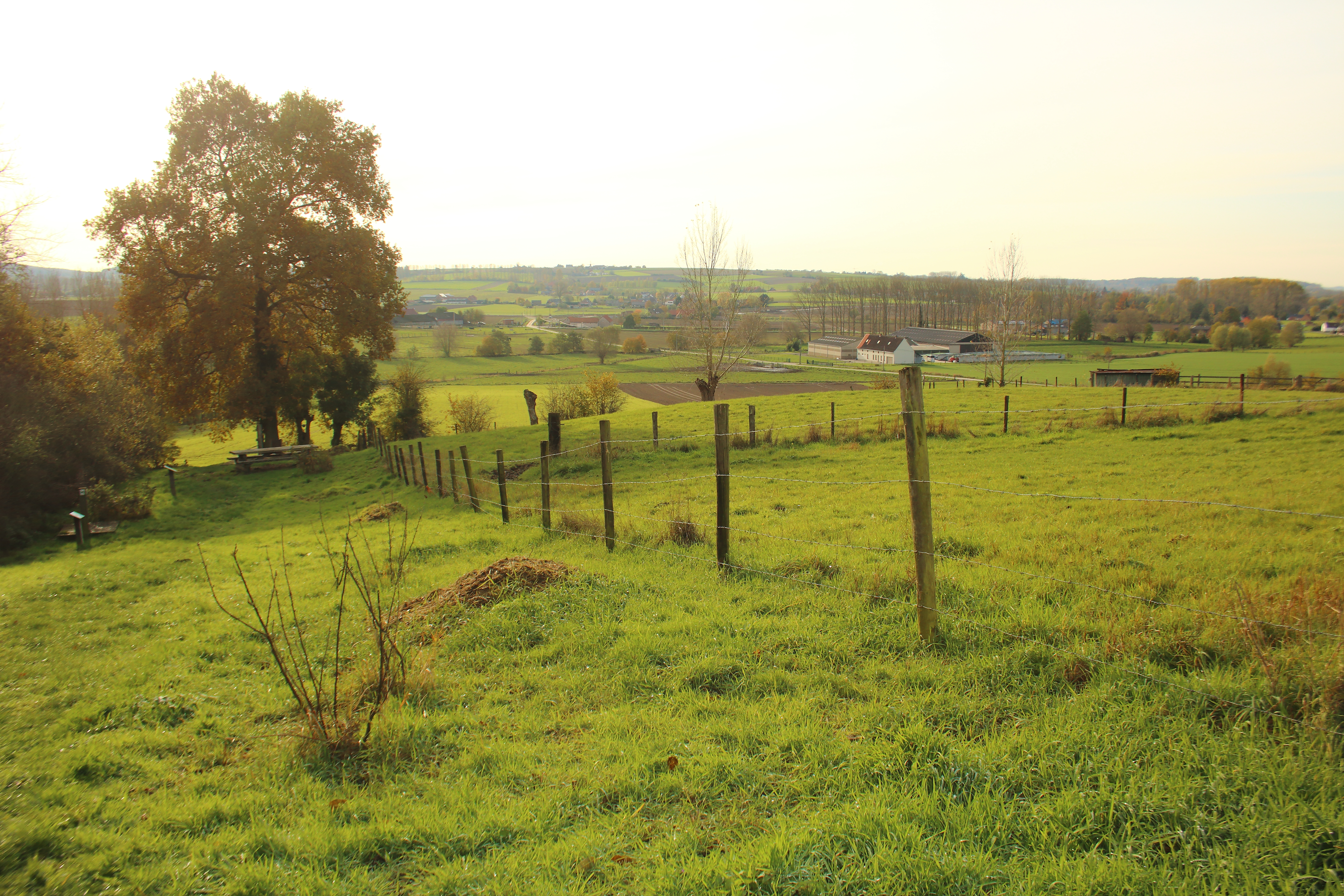
Vlaamse Ardennenlandschap in Horebeke

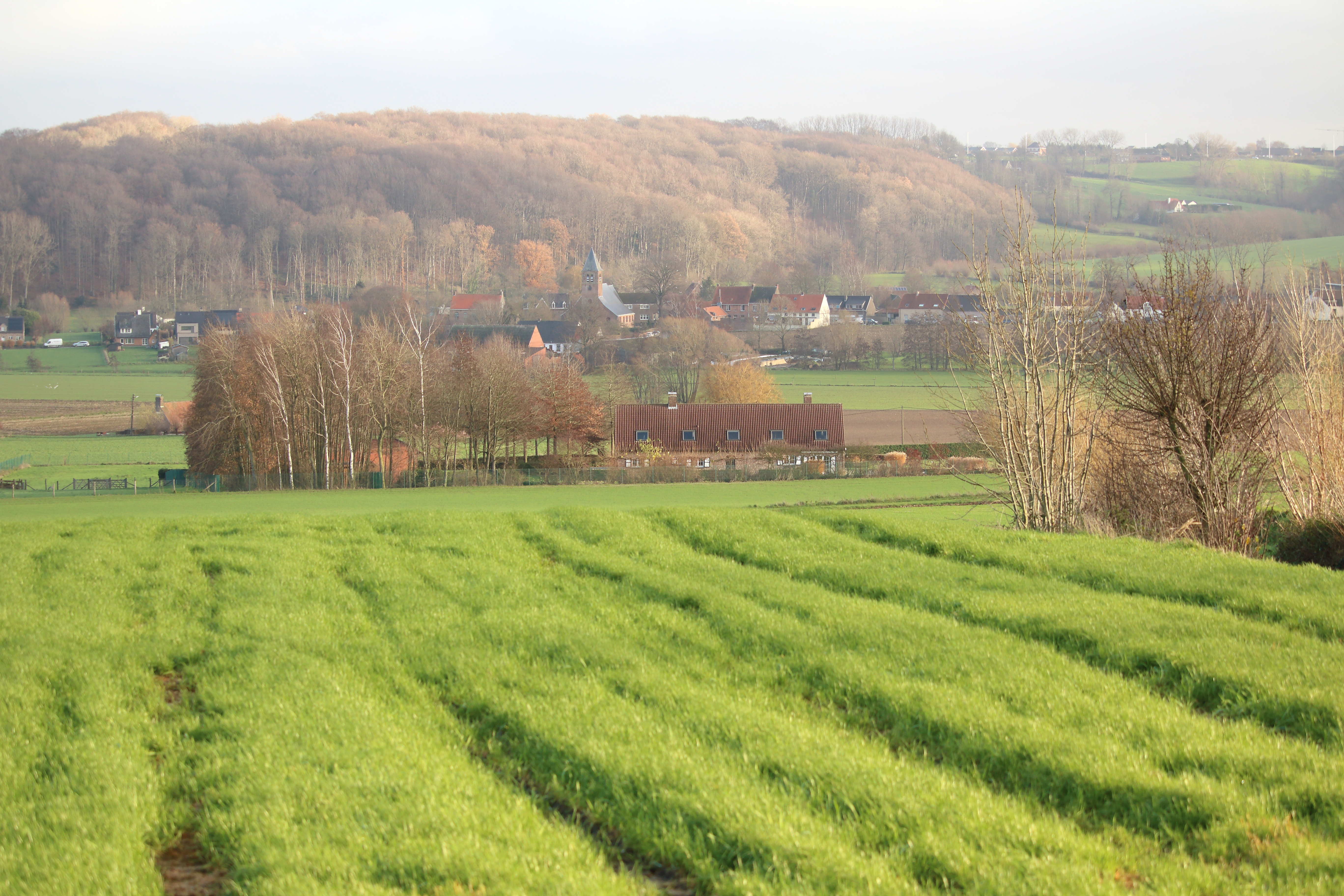
Vlaamse Ardennenlandschap in Kluisbergen

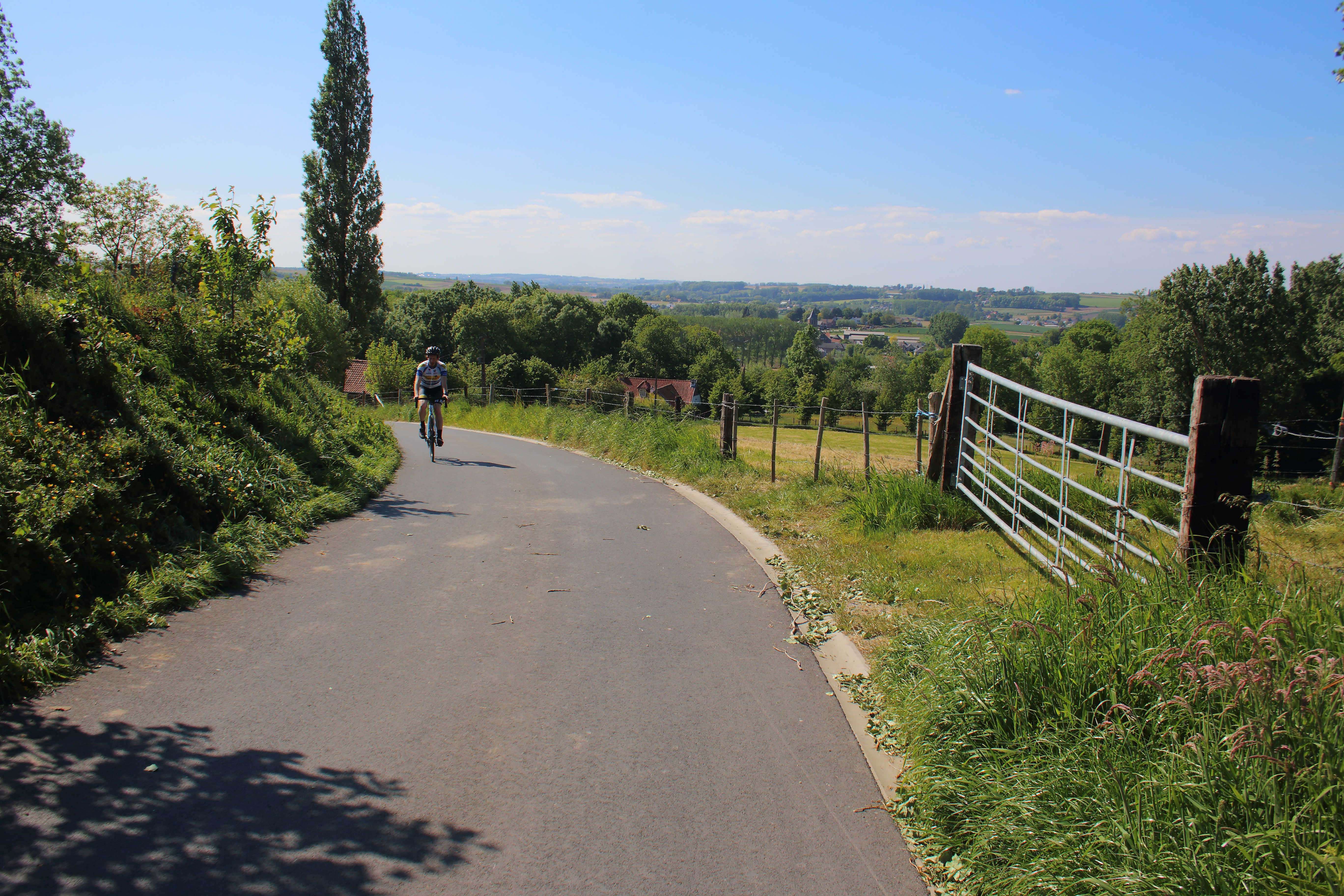
Vlaamse Ardennenlandschap aan Het Foreest in Horebeke

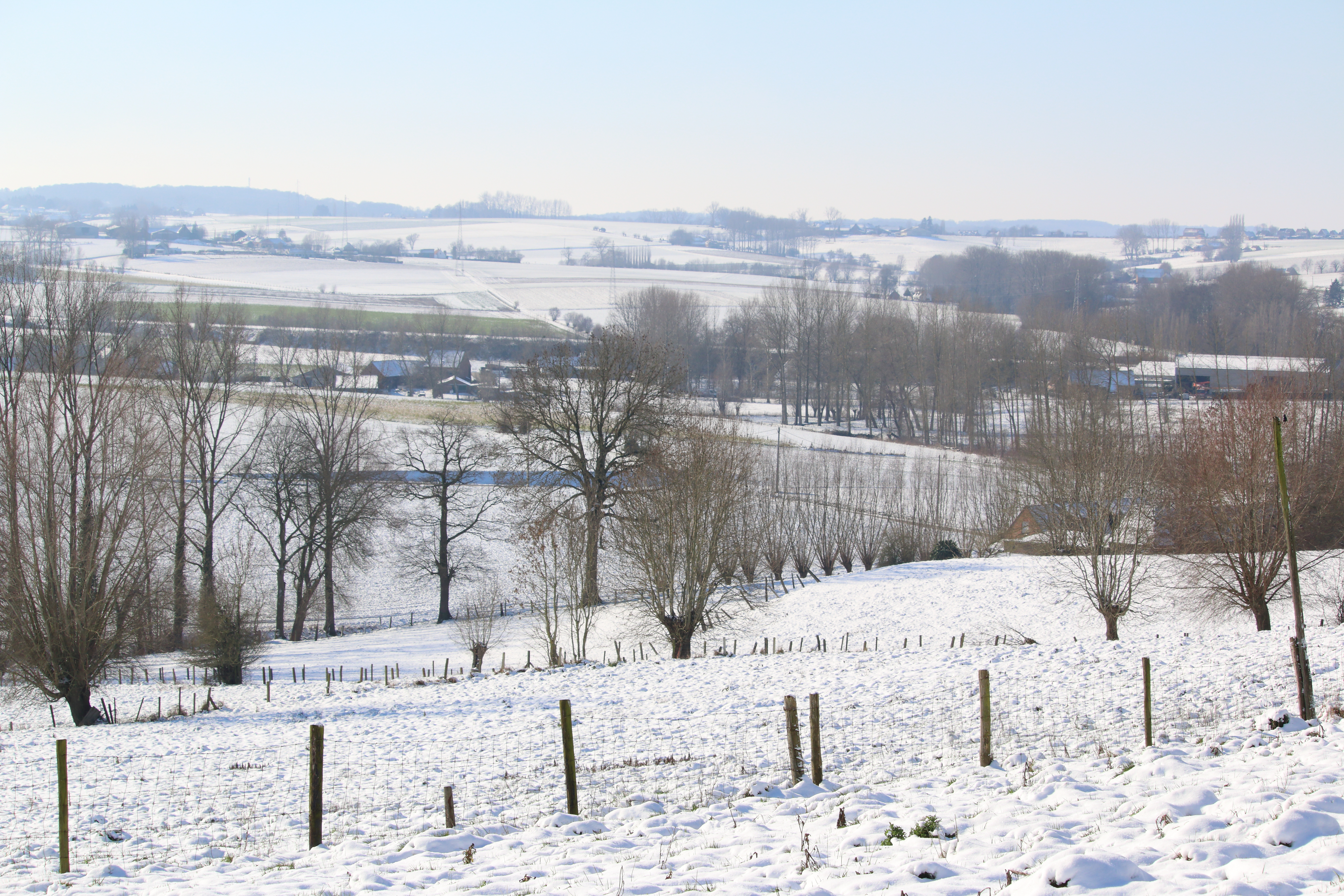
Vlaamse Ardennenlandschap aan de Taaienberg in Maarkedal

Geraardsbergen, Oosterzele, Sint-Lievens-Houtem, Zottegem en Herzele  worden zowel tot de Vlaamse Ardennen als de Denderstreek of de Bloemenstreek (in het geval van Oosterzele) gerekend.

## Water- en windmolens
Door het reliëf van de Vlaamse Ardennen was deze streek erg geschikt voor windmolens op de heuveltoppen en watermolens op de vervalrijke beken, met name in de Zwalmvallei. Er komen op de heuvels van de streek bovendien nog verschillende historische (bedevaart)kapellen voor, zoals Kapel Lorette, Sint-Vincentiuskapel, Sint-Margarethakapel, Toepkapel, Sint-Amelbergakapel, Kapel op de Oudenberg, Sint-Antoniuskapel, ...

### Watermolens
- Bostmolen in Roborst
- Zwalmmolen in Munkzwalm
- IJzerkotmolen in Sint-Maria-Latem
- Ter Biestmolen in Nederzwalm
- Moldergemmolen in Sint-Denijs-Boekel
- Pedes molen in Hundelgem
- Vanderlindensmolen in Nederzwalm
- Driesmolen  in Velzeke-Ruddershove
- Molen Van den Borre in Strijpen
- Watermolen van Elene in Elene
- Van Themsches molen in Velzeke-Ruddershove
- Leirensmolen in Strijpen
- Watermolen van het Hof ter Planken in Kwaremont
- Paepscheuremolen in Zulzeke
- Molen ten Baete in Zulzeke
- Molen Ten Broecke in Zulzeke
- Molen ten Hove in Zulzeke
- Boembekemolen in Michelbeke
- Slijpkotmolen in Nederbrakel
- Perlinckmolen in Elst
- Kleppemolen of Terkleppemolen in Everbeek
- Kapellekoutermolen in Everbeek
- Watermolen op Grotenbroek in Opbrakel
- Kasteelmolen in Schorisse
- Hazeveldmolen in Schorisse
- Ladeuzemolen in Etikhove
- Romansmolen in Maarke-Kerkem
- Molen Ten Elzas in Etikhove
- Ter Borgtmolen in Maarke-Kerkem
- De Bataaf in Herzele
- 't Watermeuleke in Herzele
- Carolusmolen in Borsbeke
- Herlegemmolen in Kruishoutem
- Neerhofmolen in Wannegem-Lede
- Eilandmolen in Sint-Lievens-Houtem
- Watermolen van Balegem in Balegem
- Molen van Hof ter Loo in Moortsele
- Brembosmolen in Ronse
- Ter Bekemolen in Ronse
- Broeckemolen in Sint-Maria-Lierde
- Lindeveldmolen in Sint-Martens-Lierde
- Papiermolen Fontaine in Goeferdinge
- Watermolen Berlengée in Ophasselt
- Smeerebbemolen in Smeerebbe-Vloerzegem
- Molen Mertens in Viane
- Molen Ter Walle in Zarlardinge
- De Nonnemolen in Leupegem
- Zwadderkotmolen in Mater
- Nedermolen in Melden
- Oysschemolen in Mater
- Zwingelmolen in Aaigem
- Bekemolen in Mullem
- Terkleppemolen in Everbeek
- Watermolen op Grotenbroek in Opbrakel

### Windmolens
- Nieuwe Bossenare in Etikhove
- Molen Ter Hengst in Nukerke
- Ter Kruissensmolen in Nukerke
- Molen Ter Sleepe in Nukerke
- Buysesmolen in Sint-Antelinks
- Molen Te Rullegem in Herzele
- Molen Ter Rijst in Herzele
- Hoogkoutermolen in Sint-Kornelis-Horebeke
- Plankeveldmolen in Sint-Maria-Horebeke
- Hotondmolen in Zulzeke
- Schietsjampettermolen in Wannegem-Lede
- Huisekoutermolen in Huise
- Meuleken 't Dal in Zingem
- Prinsenmolen in Baaigem
- Tarandusmolen in Dikkelvenne
- Molen De Ronne in Semmerzake
- Windmolen van Elene in Elene
- Stenen Molen in Grotenberge
- Nieuwpoortmolen in Oombergen
- Tissenhovemolen in Mater
- Bekemolen in Mullem
- Verrebeekmolen in Opbrakel
- Kapellekoutermolen in Everbeek
- Ooievaarsmolen in Elst
- Vinkemolen in Sint-Denijs-Boekel
- Oude Madrienne in Hundelgem
- Koutermolen in Rozebeke
- Plankkoutermolen in Overboelare
- Molen Vandevelde in Schendelbeke
- Guillotinemolen in Balegem
- Windekemolen in Balegem
- Klepmolen in Balegem
- Coenemolen in Moortsele
- Roosbloemmolen in Oosterzele

## Kastelen
In het heuvelachtige landschap werden verschillende kastelen en landhuizen gebouwd:
- Kasteel van Leeuwergem in Zottegem
- Kasteel Breivelde in Zottegem
- Egmontkasteel in Zottegem
- Kasteel Calmont in Kluisbergen
- Kasteel Ter Donck in Kluisbergen
- Burcht van Herzele in Herzele
- Kasteel Du Parc-Locmaria in Herzele
- Kasteel van Steenhuize in Herzele
- Nieuw Kasteel van Petegem in Wortegem-Petegem
- Oud Kasteel van Petegem in Wortegem-Petegem
- Kasteel Ter Beck in Wortegem-Petegem
- Domein de Ghellinck in Wortegem-Petegem
- Kasteel van Lilare in Brakel
- Kasteel van de Top Bronnen in Brakel
- Kasteel van Lozer in Kruisem
- Kasteel van Kruishoutem in Kruisem
- Kasteel Ruffo de Bonneval in Kruisem
- Kasteel van Nokere in Kruisem
- Kasteel van Herlegem in Kruisem
- Kasteel van Wannegem-Lede in Kruisem
- Kasteelke van Voorde in Kruisem
- Kasteel de Gerlache in Oudenaarde
- Kasteel van Boelare in Geraardsbergen
- Kasteel de Lalaing in Geraardsbergen
- Kasteel van Blondel de Beauregard in Geraardsbergen
- Kasteel Ten Bieze in Zwalm
- Kasteel van Roborst in Zwalm
- Kasteel Smissenbroeck in Oosterzele
- Blauw Kasteel in Oosterzele
- Kasteel Grenier in Gavere
- Kasteel Baudries in Gavere
- Kasteel Borgwal in Gavere
- Torreken te Walle in Ename

## Natuurgebieden
Meerdere gebieden zijn Europees beschermd als Natura 2000-habitatrichtlijngebied Bossen van de Vlaamse Ardennen en andere Zuid-Vlaamse bossen.
Brakel
- Bovenlopen Zwalm
- Brakelbos en Livierenbos
- Everbeekse bossen (Hayesbos, Steenbergbos, Trimpontbos, Parikebos, Kollebroeken)

Gavere
- Taerwemeersch

Geraardsbergen
- Boelarebos
- Arduinbos
- Bos Nieuwenhove
- Boelaremeersen
- Gemene Meers
- De Nuchten
- Hinnekesbos
- Kortelake
- Hasseltbos
- Moenebroek
- Raspaillebos, Moerbekebos en Karkoolbos
- Rietbeemd

Herzele
- Duivenbos
- Doormansbos

Kluisbergen
- Beiaardbos, Fonteinbos en Ingelbos
- Feelbos
- Kalkovenbos
- Kluisbos
- Paddenbroek
- Spijkerbos (Kluisbergen en Maarkedal)

Kruisem
- Kordaalbos
- Lozerbos
- Grootmeers
- Weiput

Maarkedal
- Bos Ter Rijst
- Burreken (Brakel, Maarkedal en Horebeke)
- Maarkebeekvallei (Maarkedal, Horebeke en Oudenaarde)
- Kuitholbos

Oosterzele
- Aelmoeseneiebos
- Betsbergebos
- Hoekske Ter Hulst
- Ettingebos
- Gootbos
- Spiegeldriesbos (Munkbos)
- Drooghout met Kerkesbeek-Molenbeekvallei

Oudenaarde
- Bos t'Ename
- Koppenbergbos (Oudenaarde en Maarkedal)
- Langemeersen (Oudenaarde en Wortegem-Petegem)
- Volkegembos
- Heurnemeersen
- Reytmeersen
- Rooigemsebeekvallei

Ronse
- Bois Joly
- Muziekbos en Sint-Pietersbos
- Heynsdalebos
- Pyreneeën-Tombele
- Bos Ter Eecken
- Hotond-Scherpenberg (Ronse en Kluisbergen)

Sint-Lievens-Houtem
- Cotthembos en Oombergse bossen (Vallei van de Cotthembeek) (Sint-Lievens-Houtem en Zottegem)
- Smoorbeekvallei

Wortegem-Petegem
- Bouvelobos
- Oud-Moregembossen
- Het Anker

Zottegem
- Kloosterbos
- Middenloop Zwalm (Zottegem, Brakel en Zwalm)
- Munkbosbeekvallei (Zottegem, Zwalm en Gavere)
- Parkbos-Uilenbroek (Zottegem en Lierde)
- Steenbergse bossen
- Wachtspaarbekken Bettelhovebeek
- Bertelbos
- Vijfstratenbos
- Vogelzangbos

Zwalm
- Perlinkvallei
- Kaaimeersen
- Blarewater
- Gaverbos

## Toerisme
De Vlaamse Ardennen zijn een bekende toeristische regio met vooral plattelandstoerisme (beboste heuvels en pittoreske dorpskernen als Mullem, Dikkele, Roborst, Korsele, Rozebeke, Zegelsem, Kwaremont, Nokere), klassieke streekproducten (mattentaart, geuteling, koekelaring, Balegemse jenever), traditionele folkloristische evenementen (Fiertel, Krakelingen), wandel- en fietstoerisme. Het samenwerkingsverband Toerisme Vlaamse Ardennen vzw en Toerisme Oost-Vlaanderen bouwden in de streek verschillende wandelknooppuntennetwerken uit (‘Vlaamse Ardennen – Getuigenheuvels’, ‘Vlaamse Ardennen – Bronbossen’, ‘Vlaamse Ardennen – Zwalmvallei’ en 'Tussen Zwalm en Dender') en een fietsknooppuntennetwerk ‘Vlaamse Ardennen’. 
Andere bewegwijzerde wandel-, fiets- en autoroutes zijn (onder andere) de Ronde van Vlaanderenroute, Vlaamse Ardennenroute, Romeinse weg Bavay-Velzeke, Streek-GR Vlaamse Ardennen, GR122, GR5A, GR129, LF Heuvelroute, LF Vlaanderenroute.

## Afbeeldingen

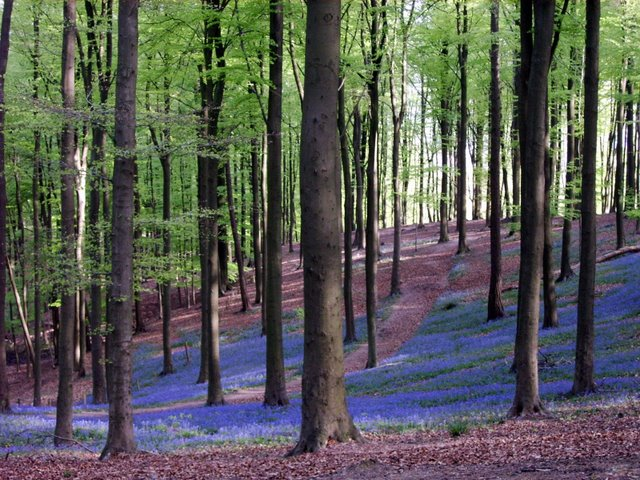
Muziekbos in Ronse
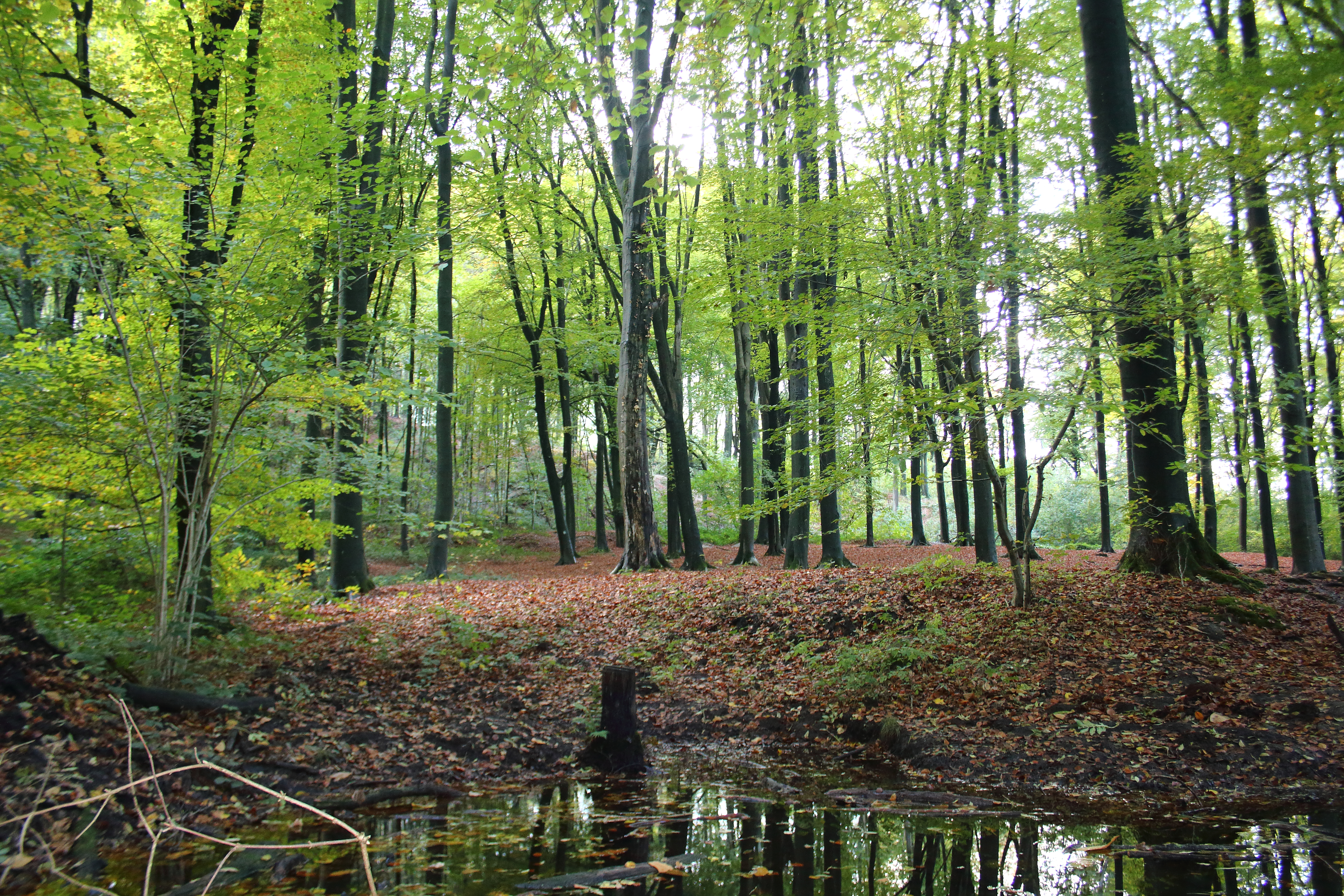
Kluisbos in Kluisbergen
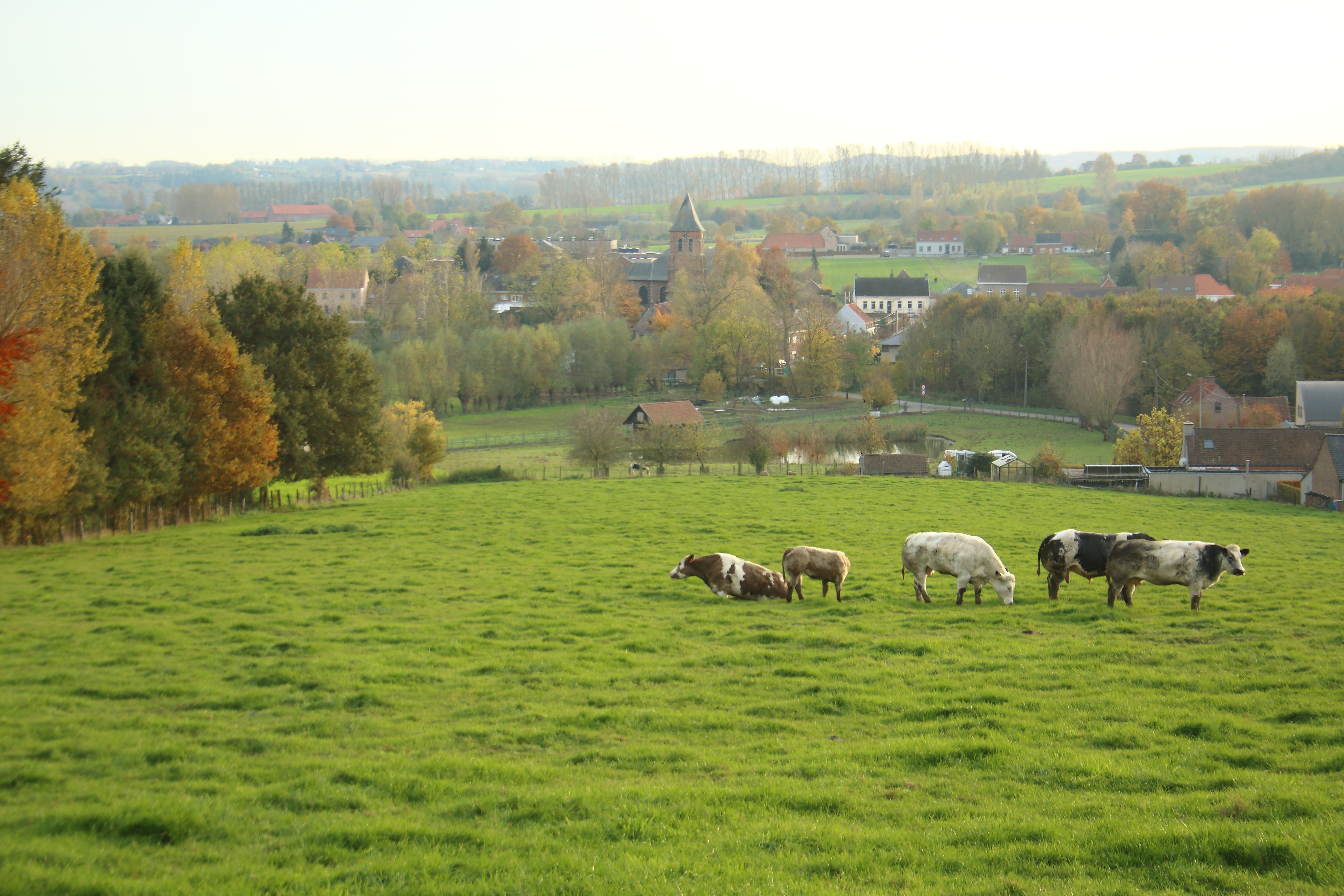
Uitzicht over Maarke vanaf de Kapelleberg
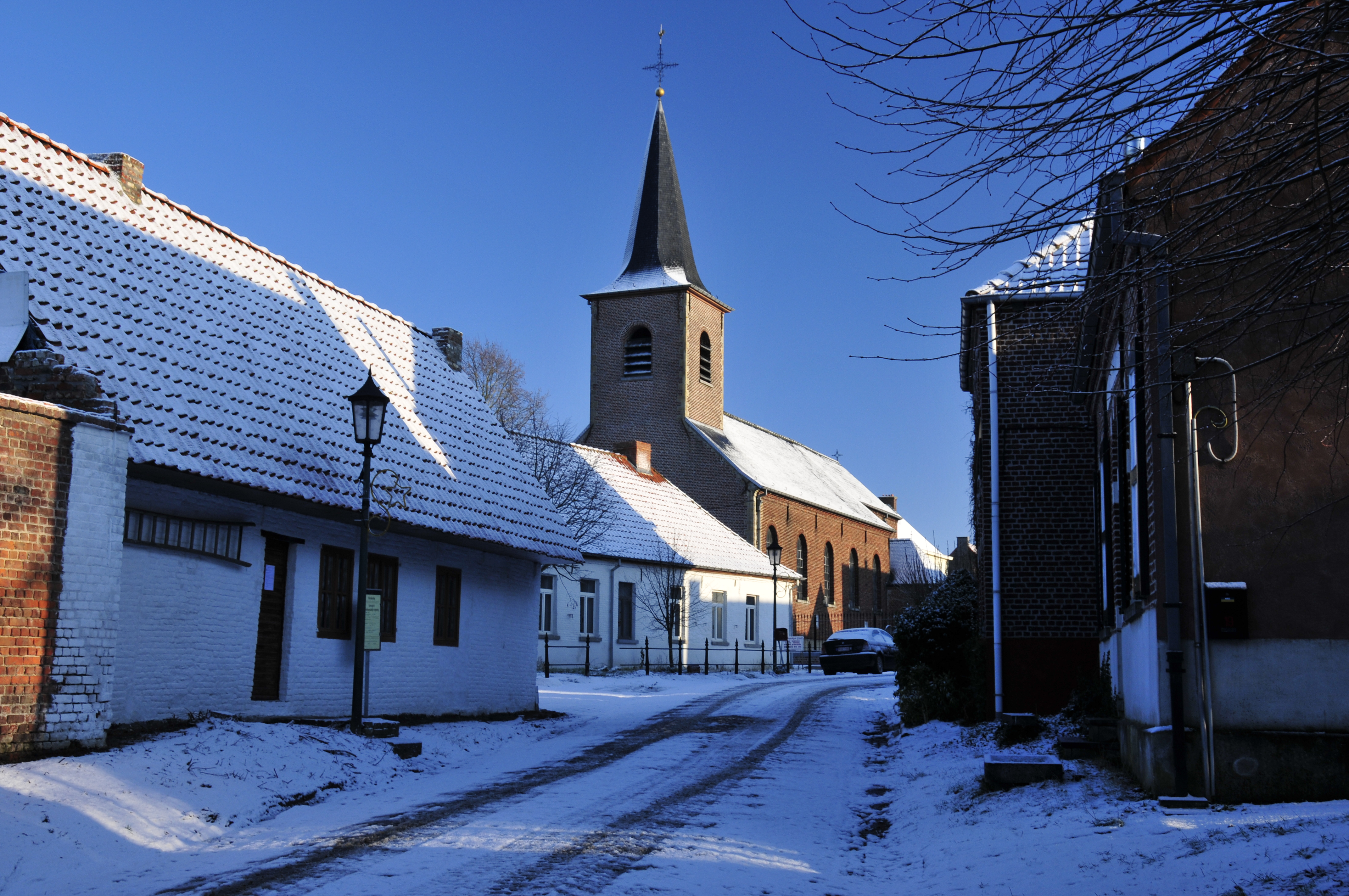
Dikkele
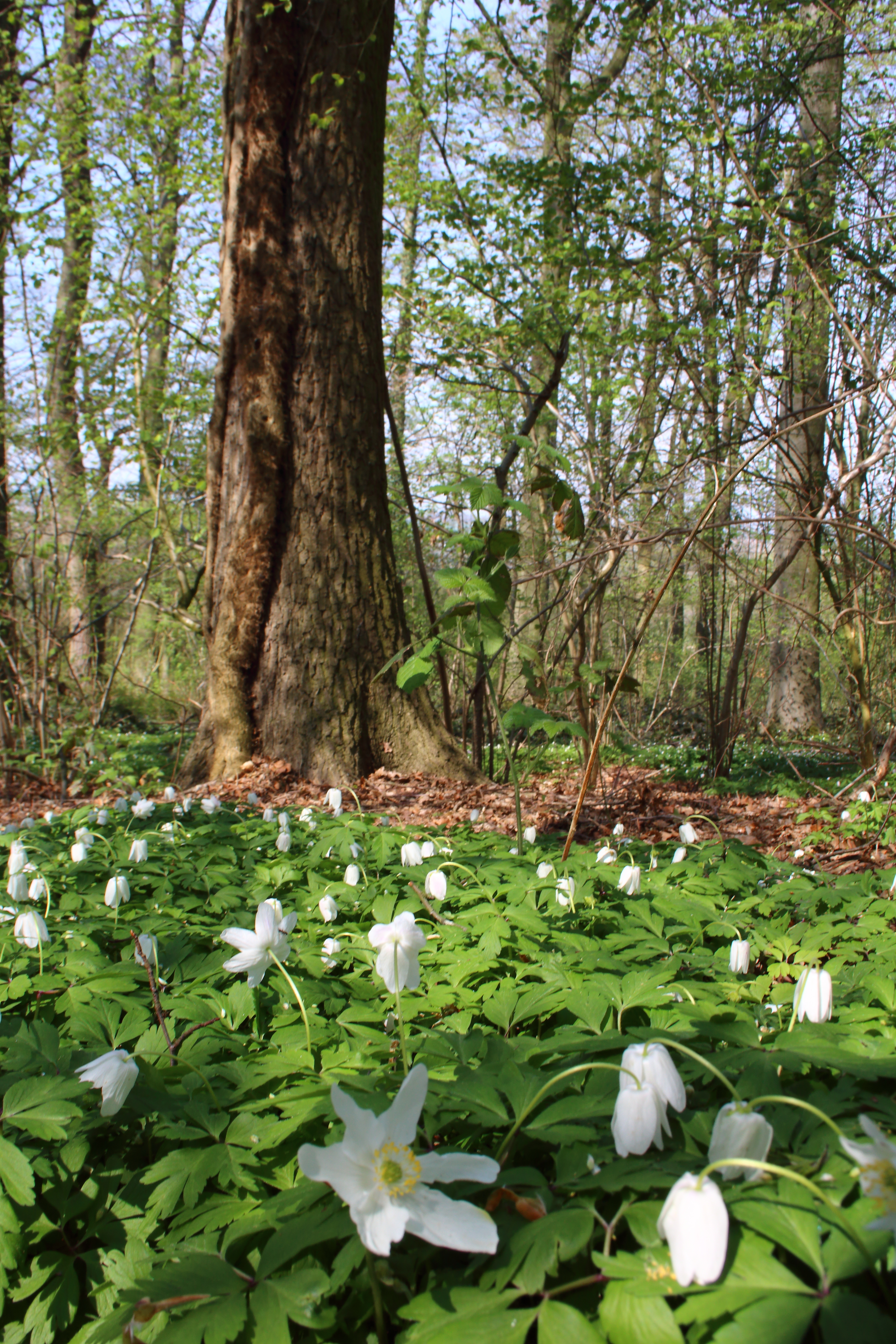
Kloosterbos in Zottegem
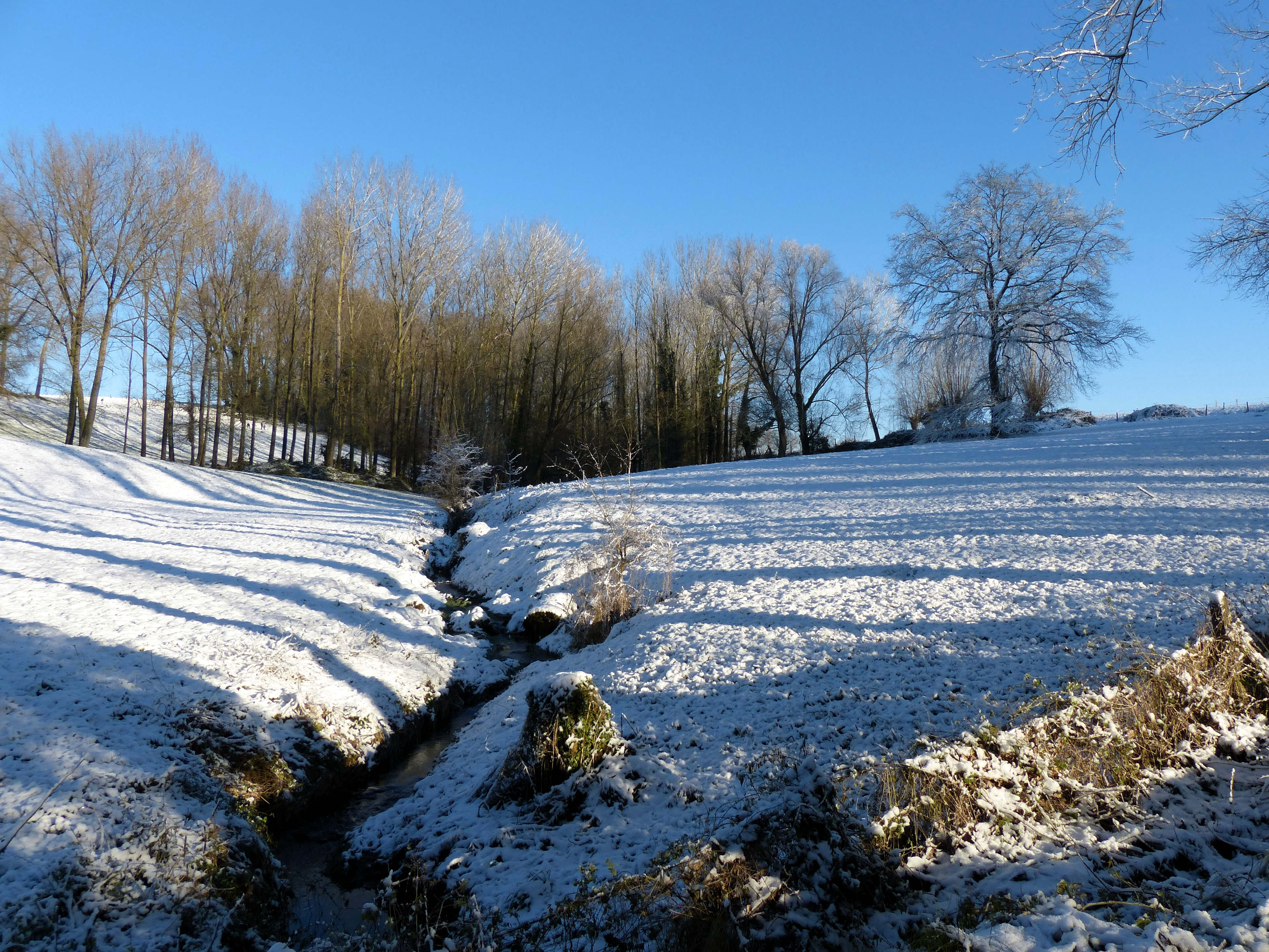
Steenbergse bossen in Zottegem
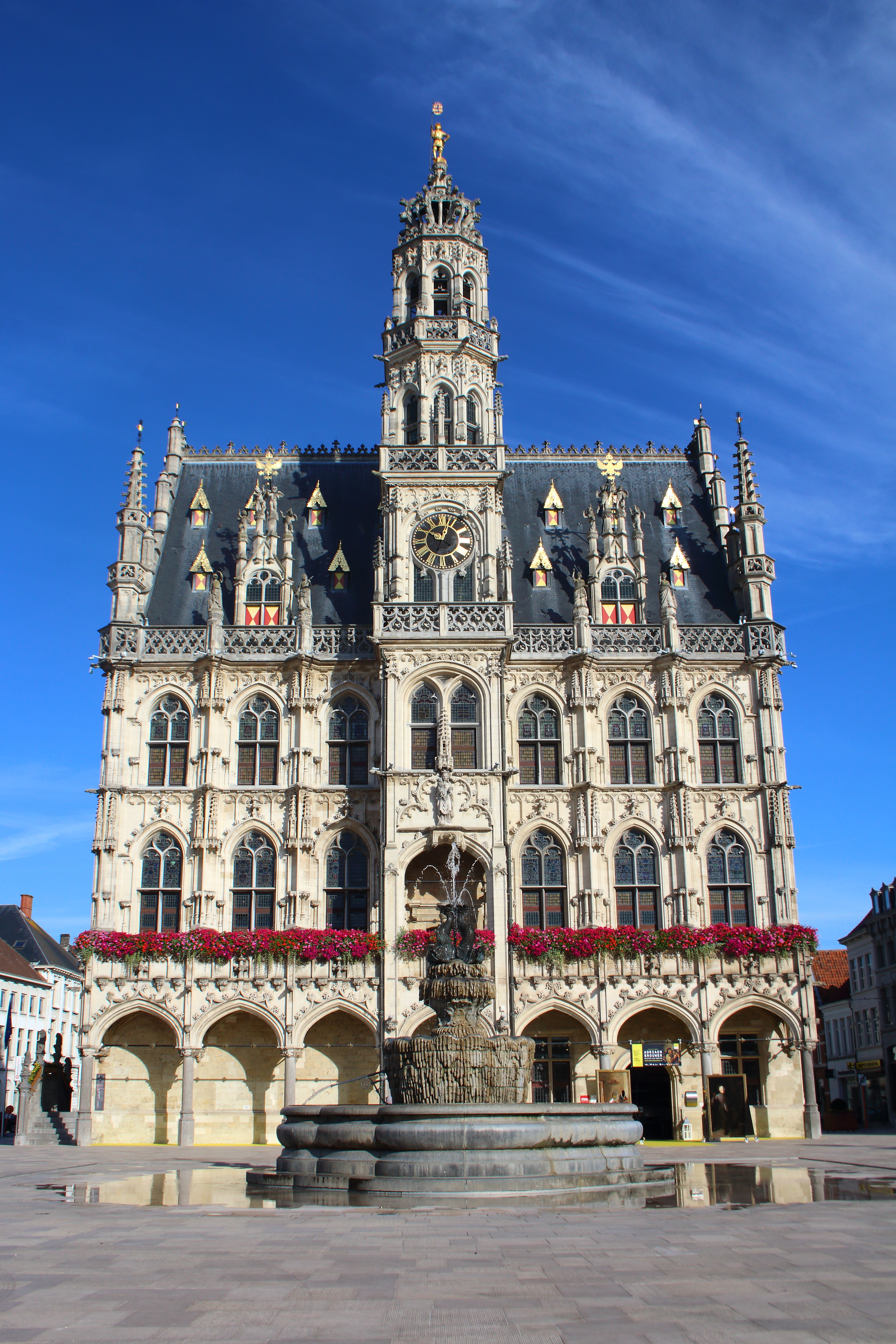
stadhuis van Oudenaarde
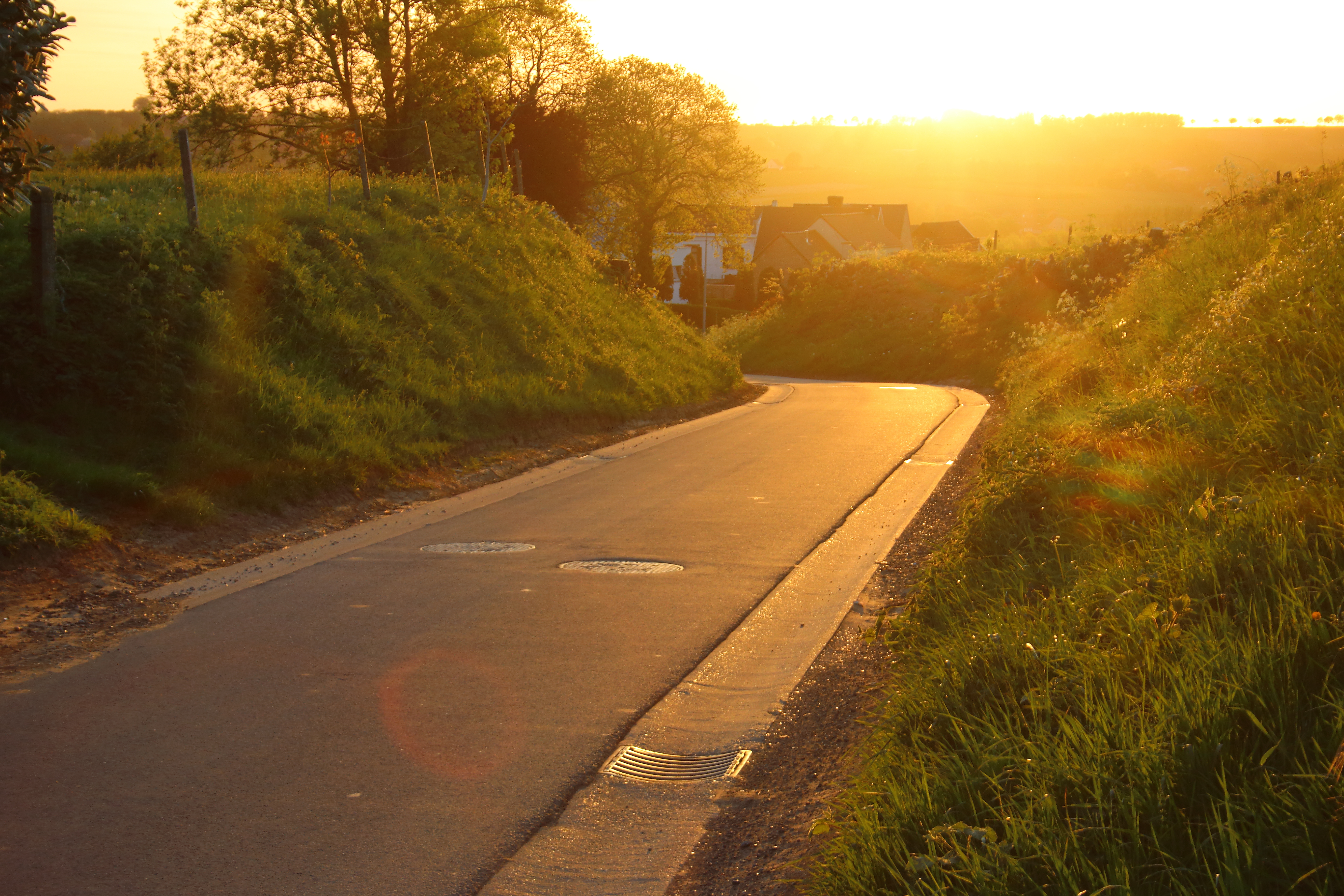
Berendries in Brakel
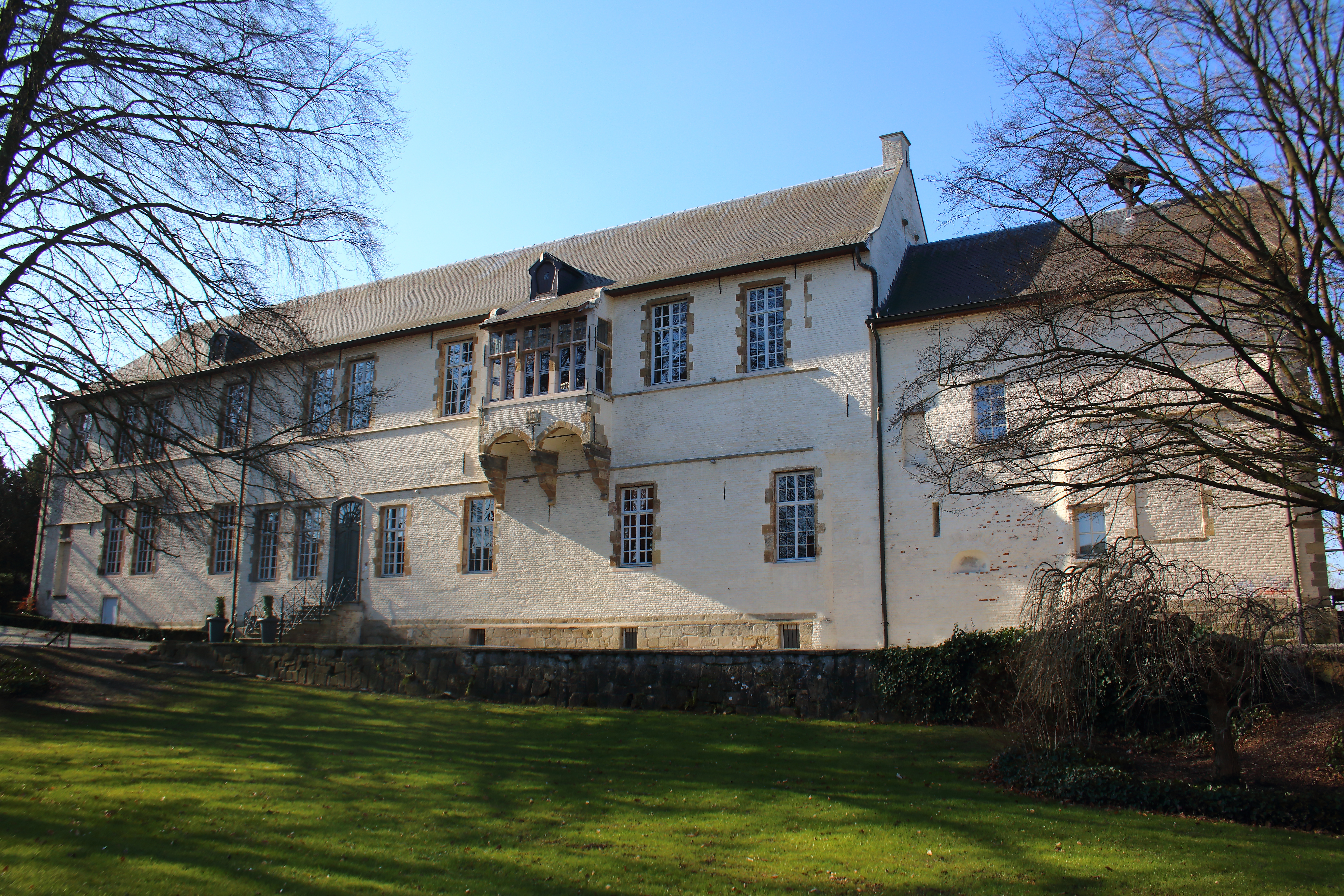
Egmontkasteel in Zottegem
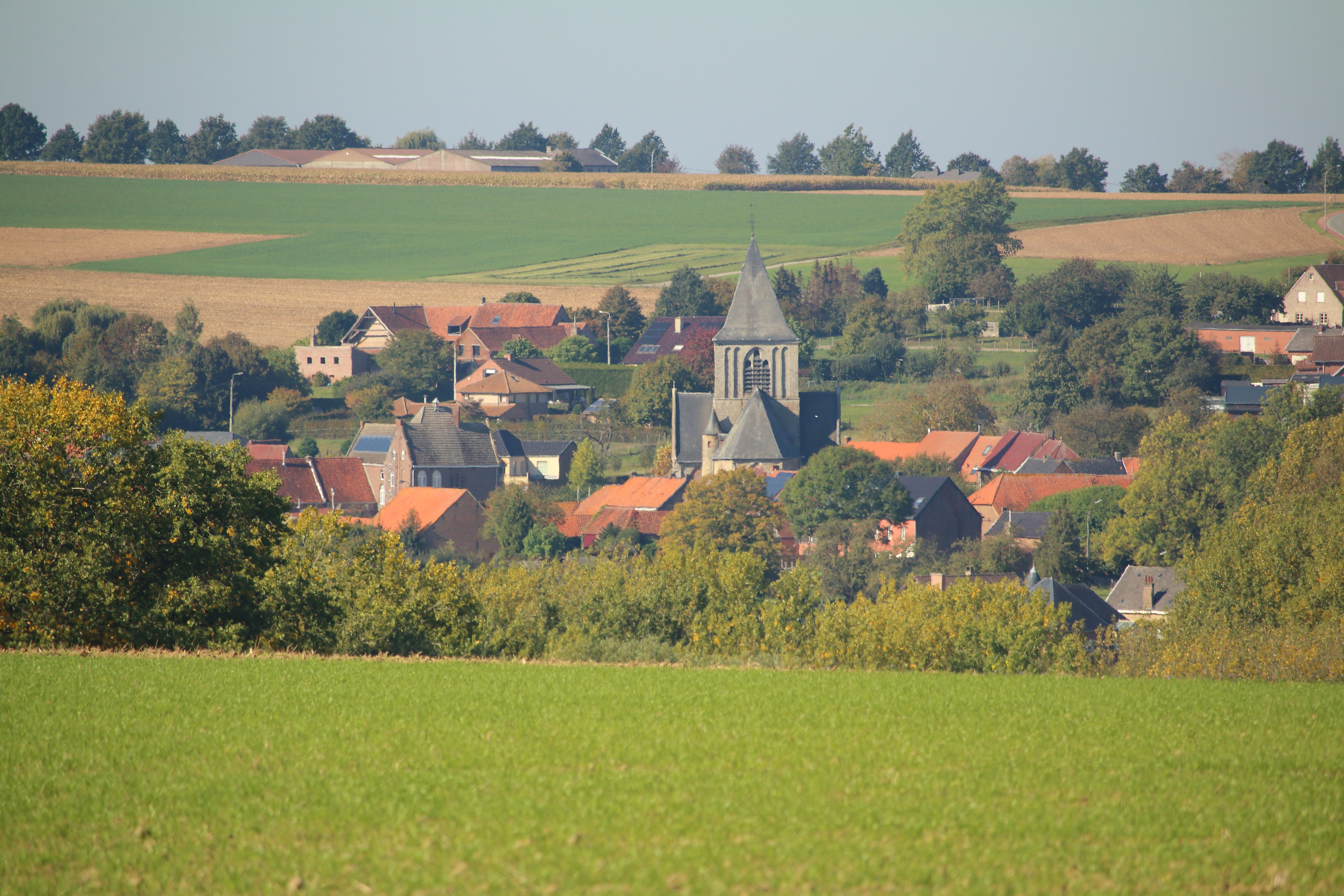
Rozebeke
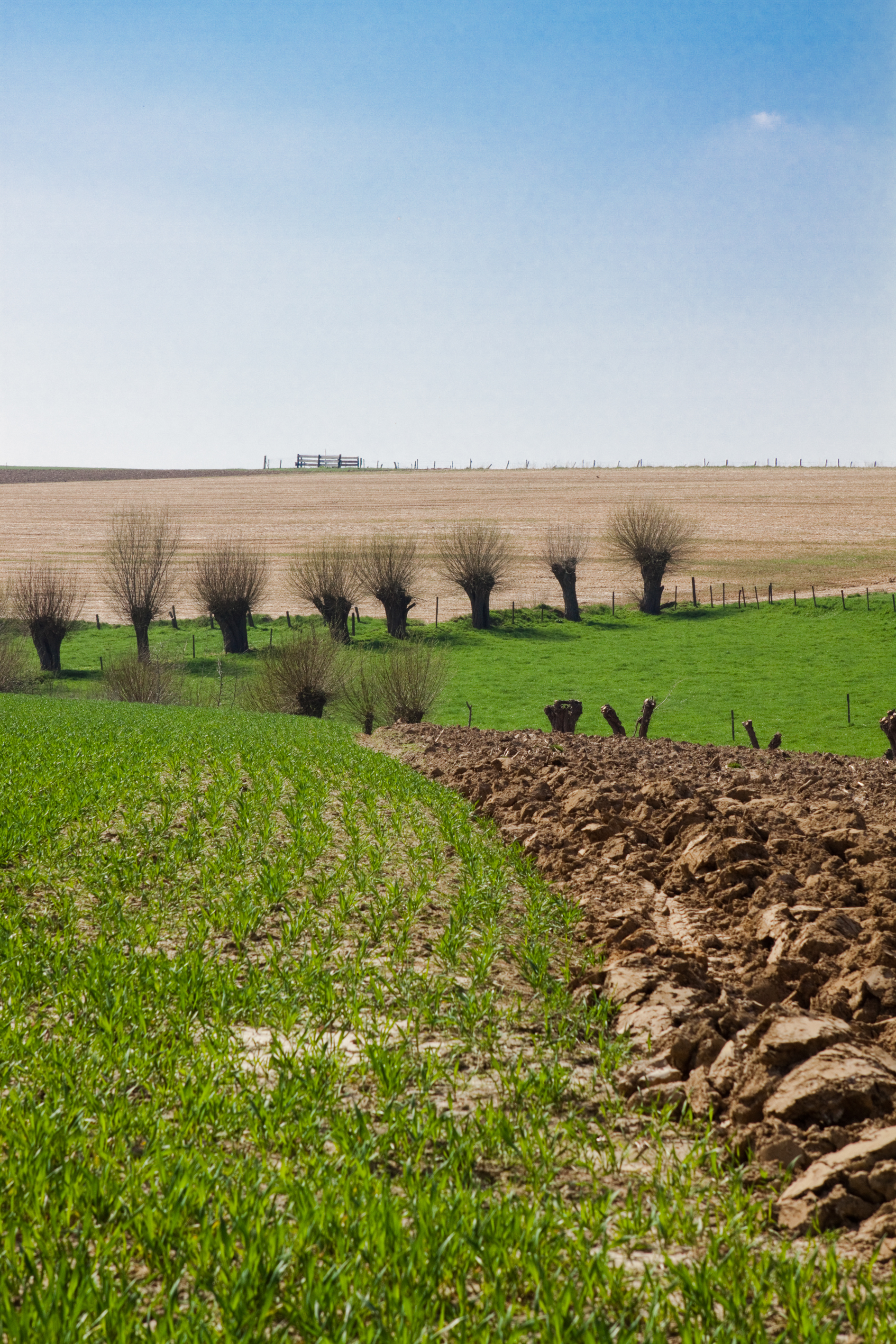
Heuvellandschap in Maarkedal
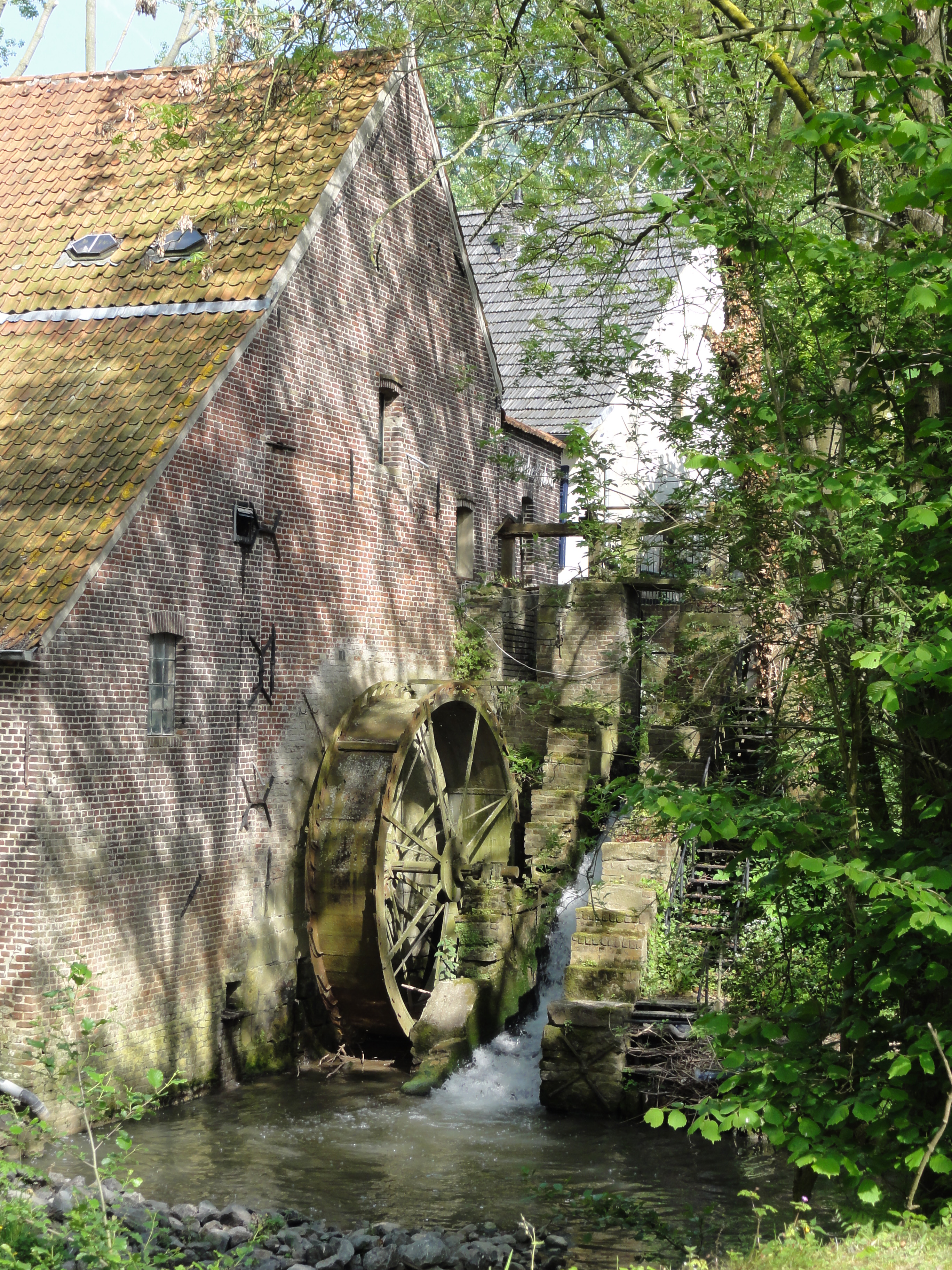
Moldergemmolen in Zwalm
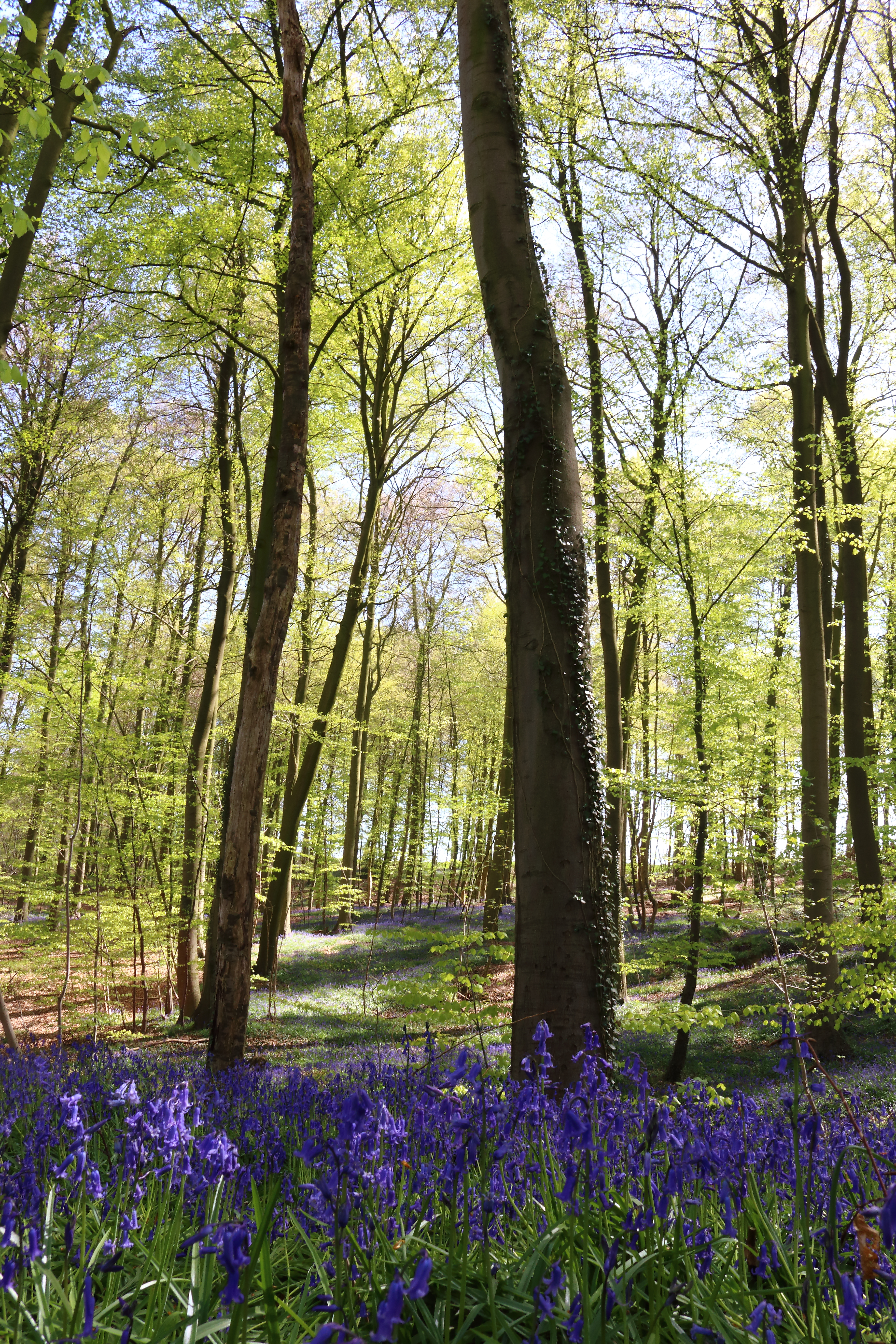
Everbeekse bossen in Brakel
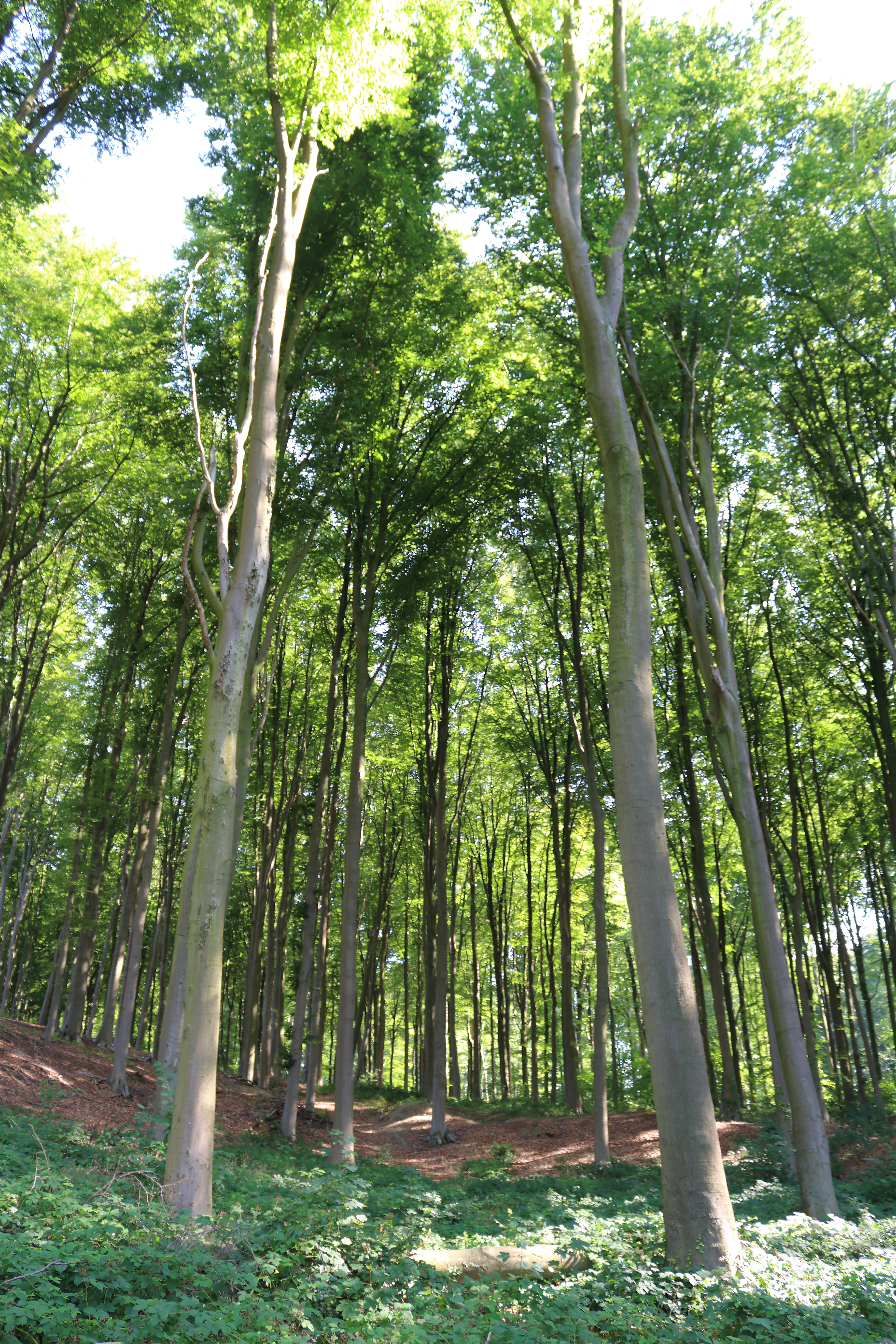
Koppenbergbos in Oudenaarde
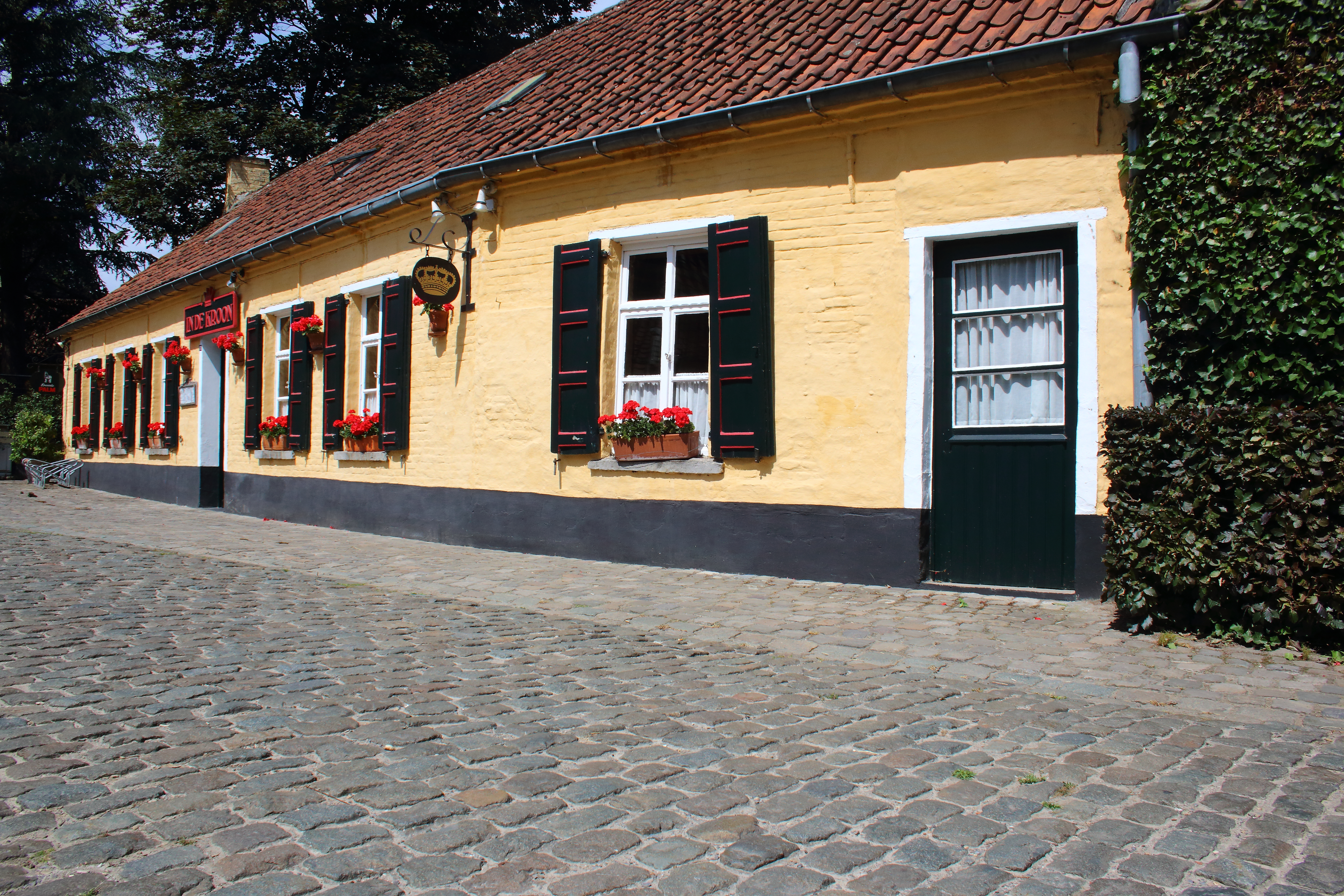
Mullem
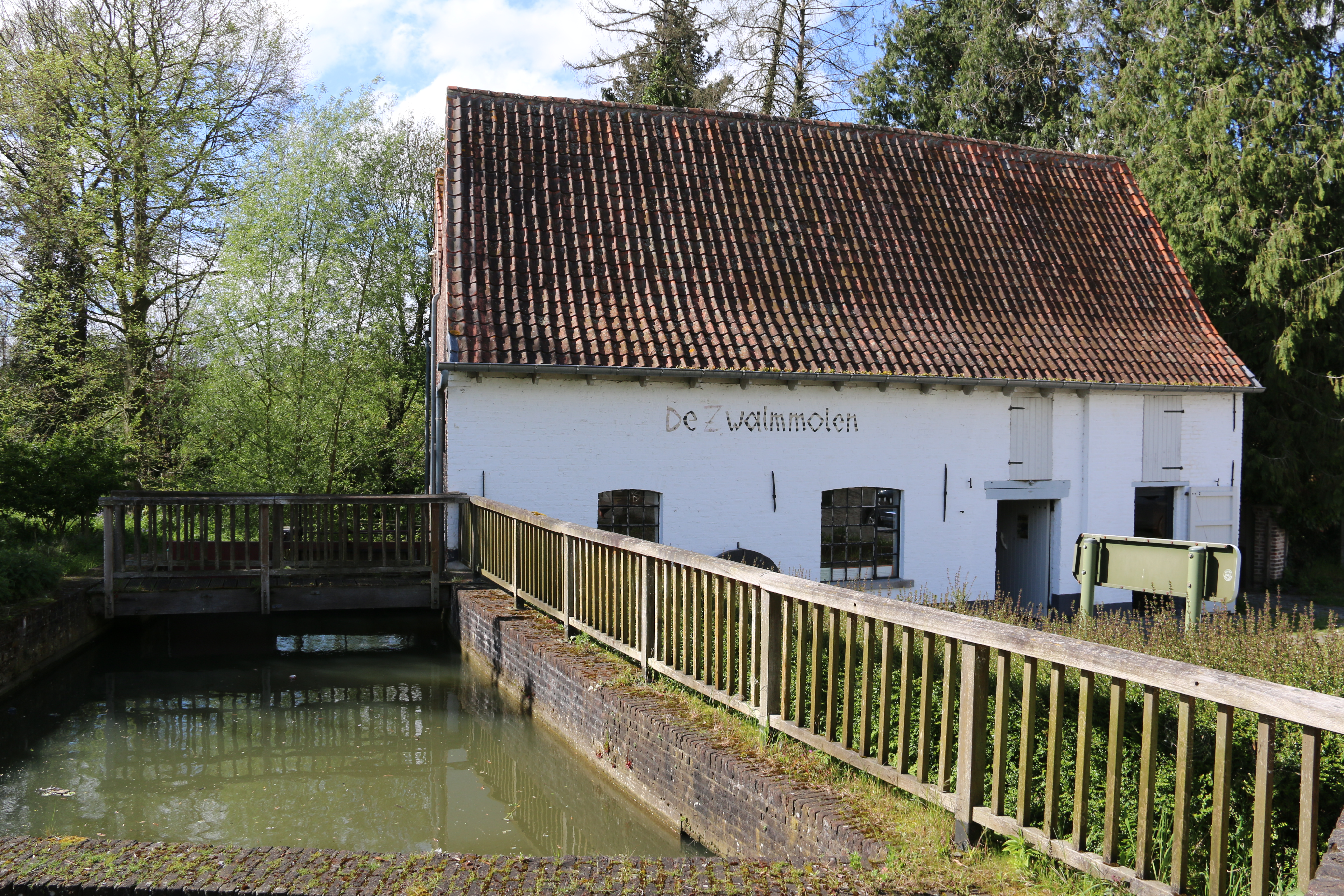
Zwalmmolen in Zwalm
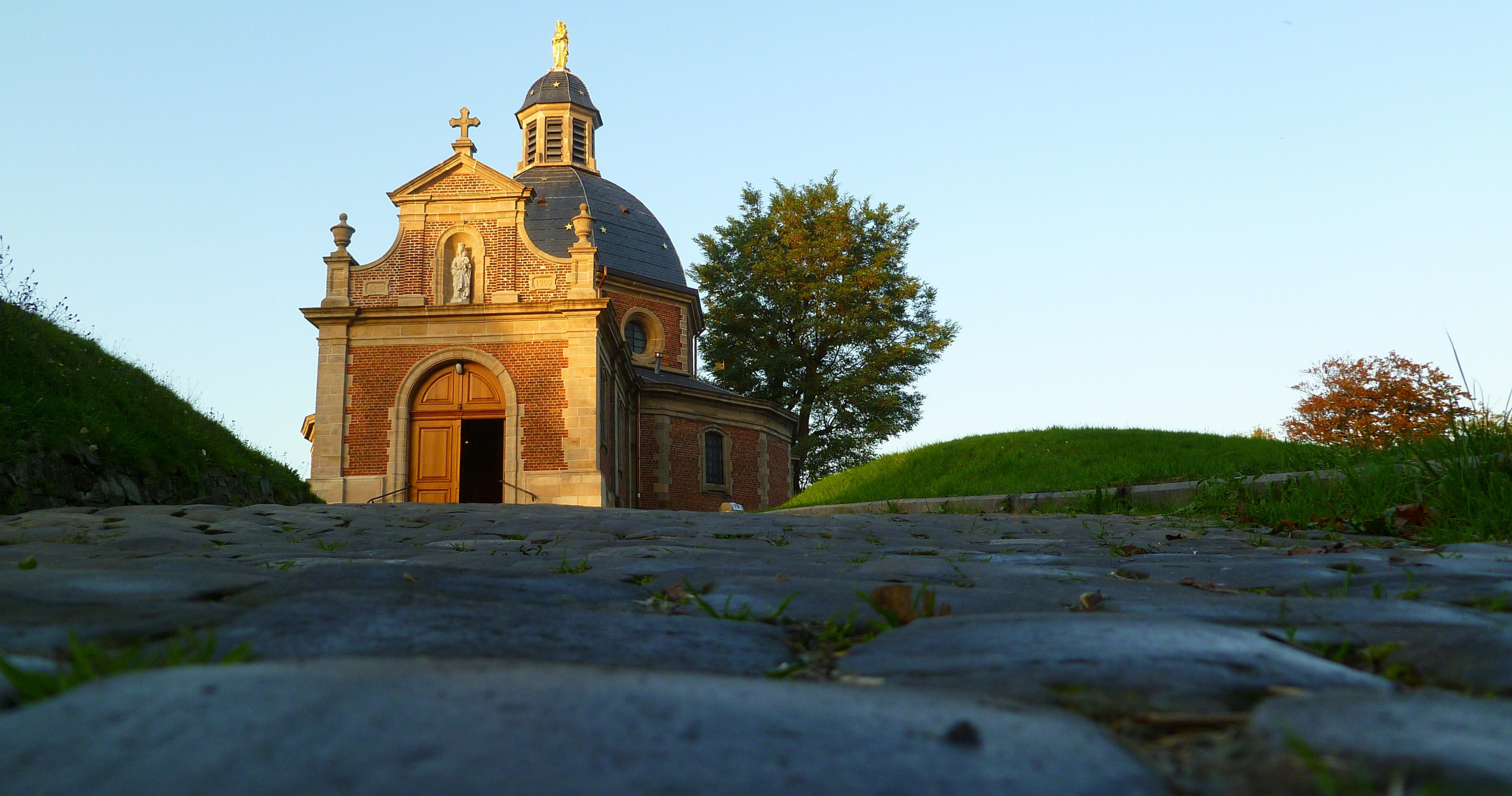
de Muur van Geraardsbergen met Oudenbergkapel
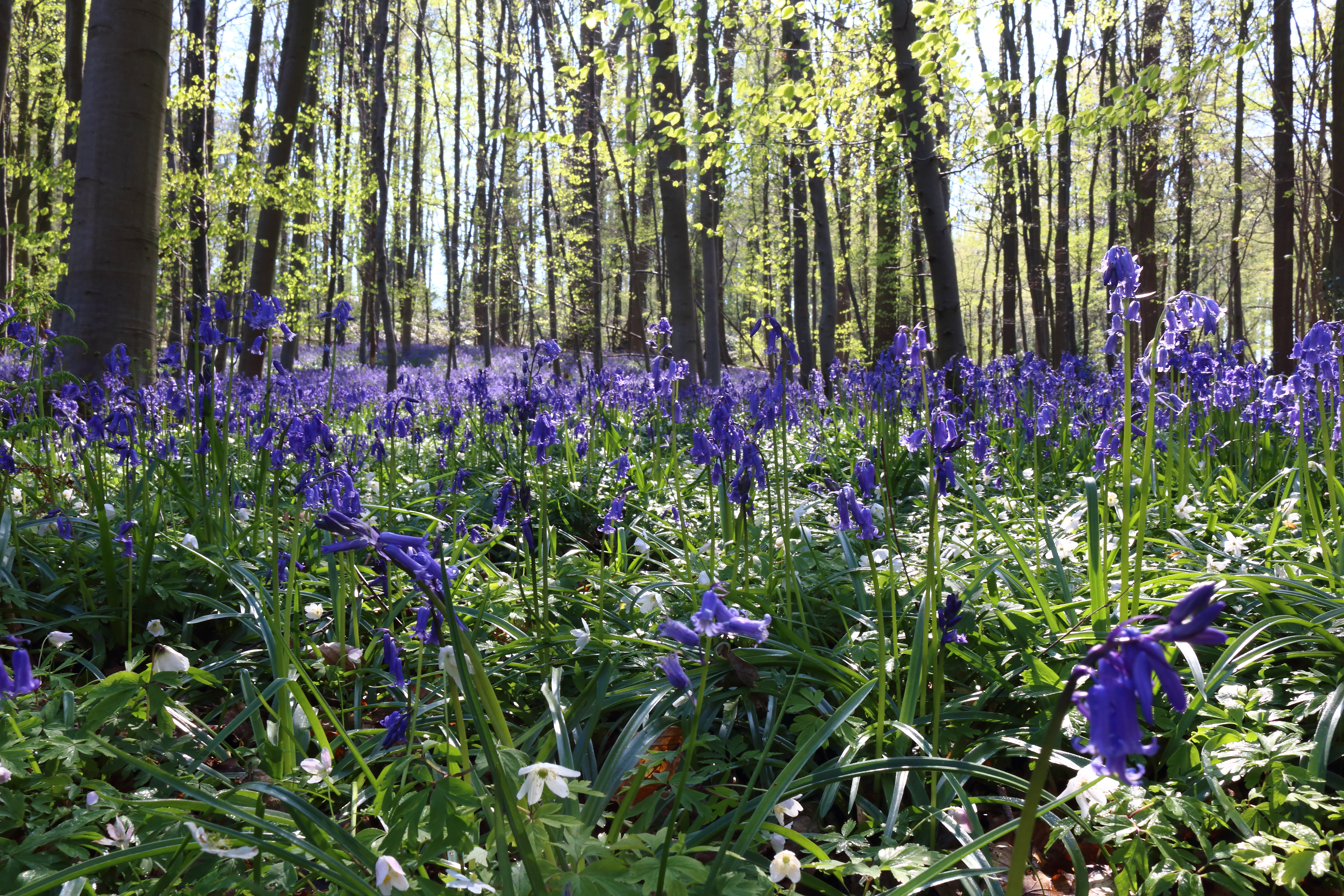
Bos Ter Rijst in Maarkedal
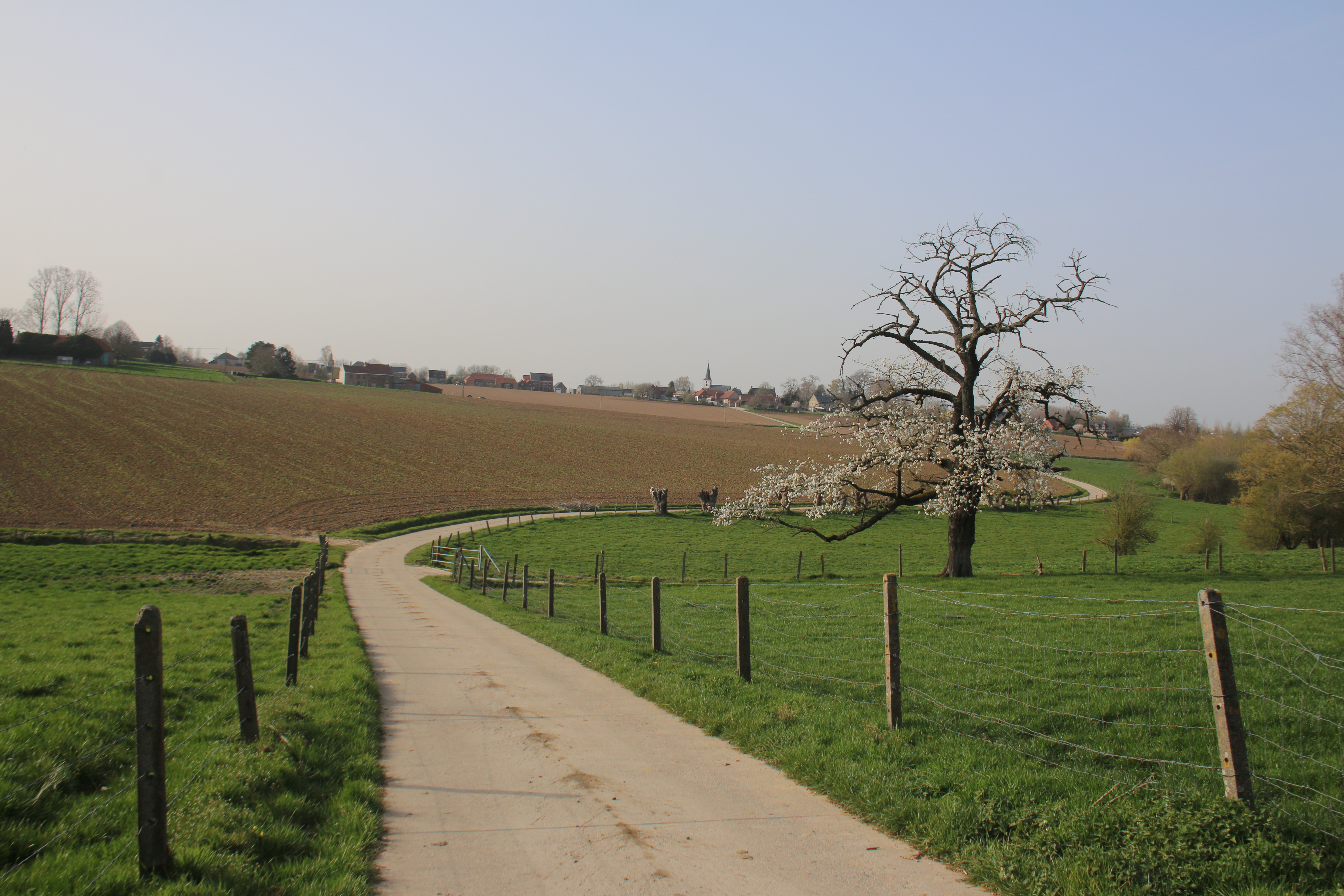
Sint-Kornelis-Horebeke
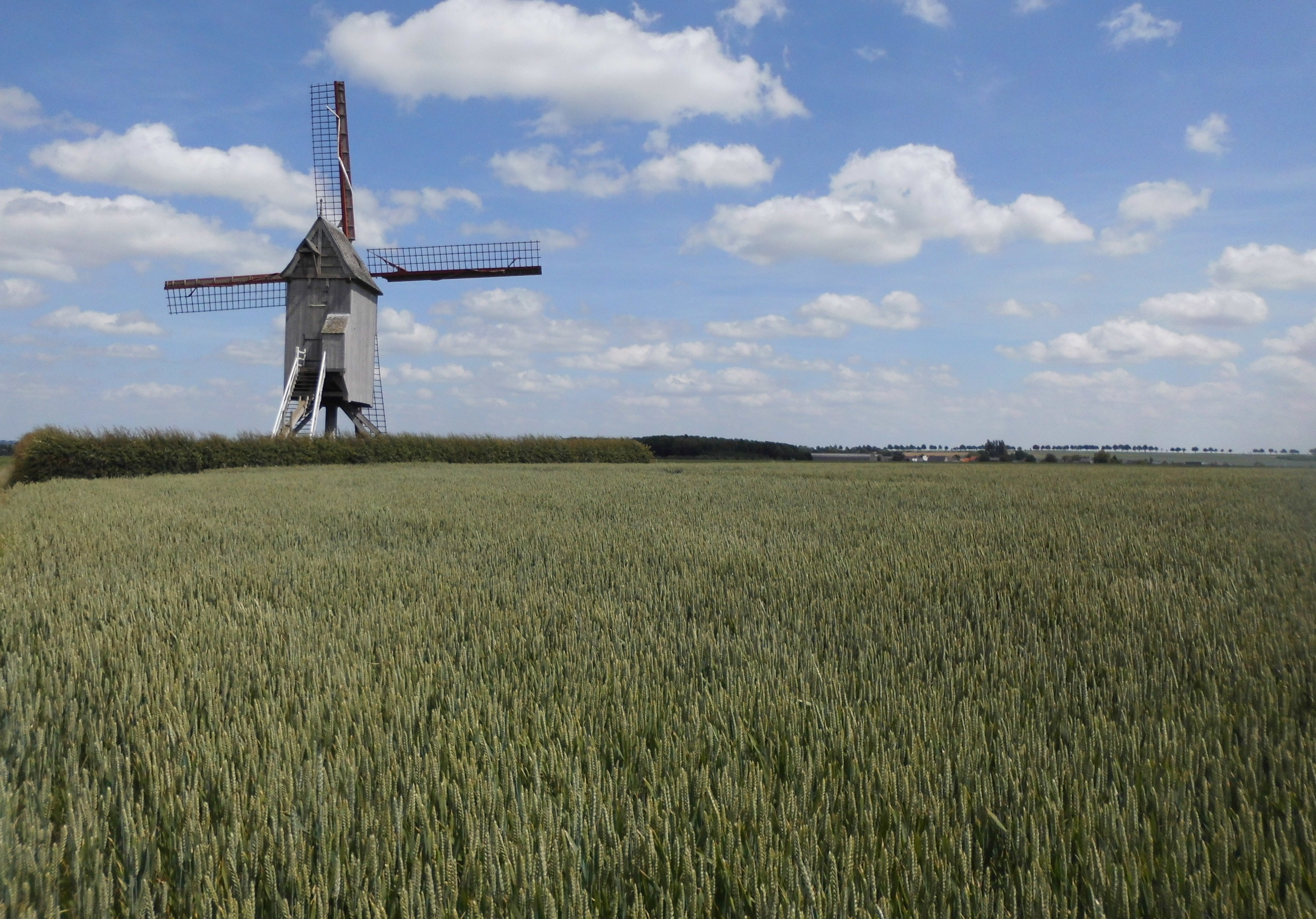
Vinkemolen in Zwalm
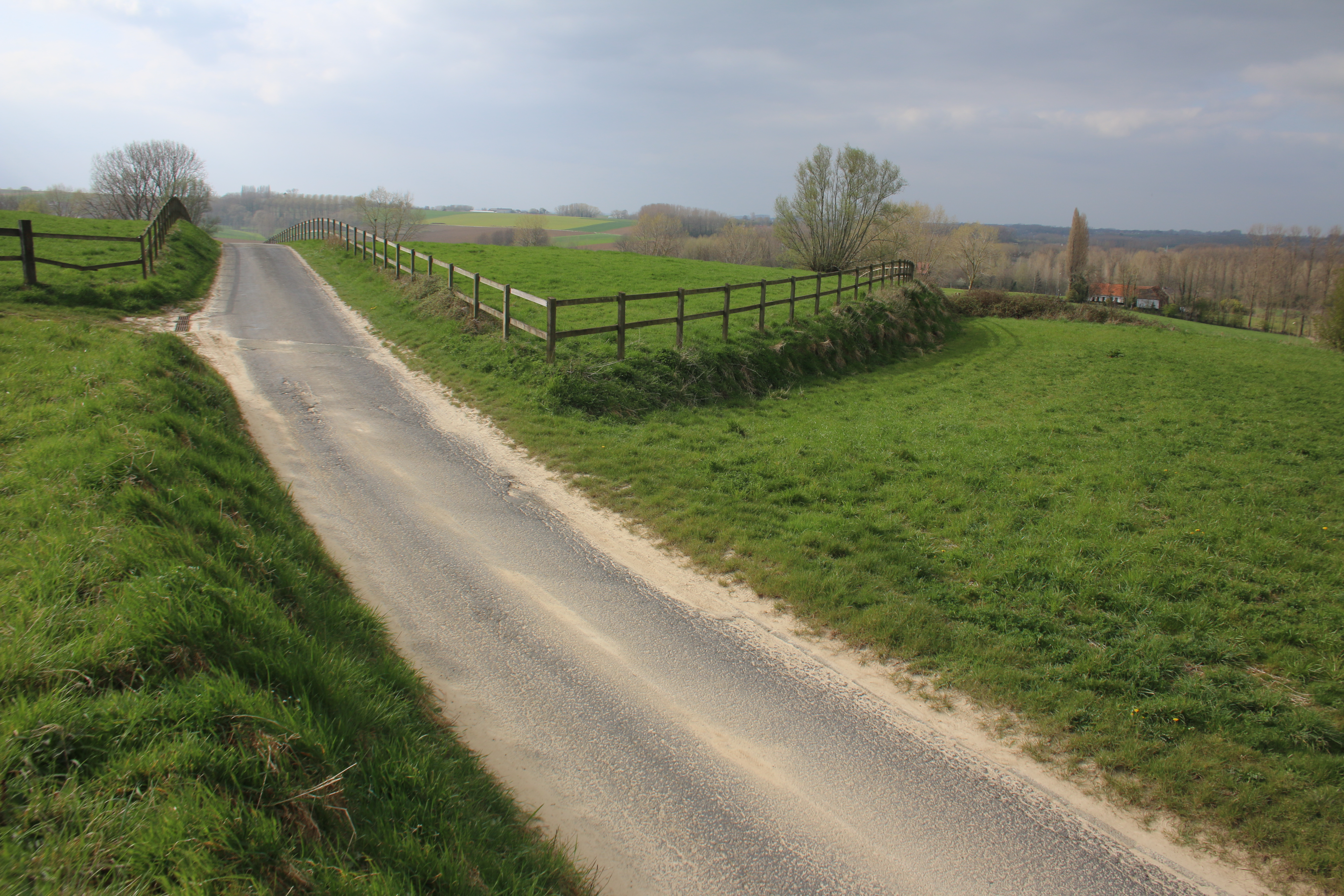
Heuvellandschap in Zottegem
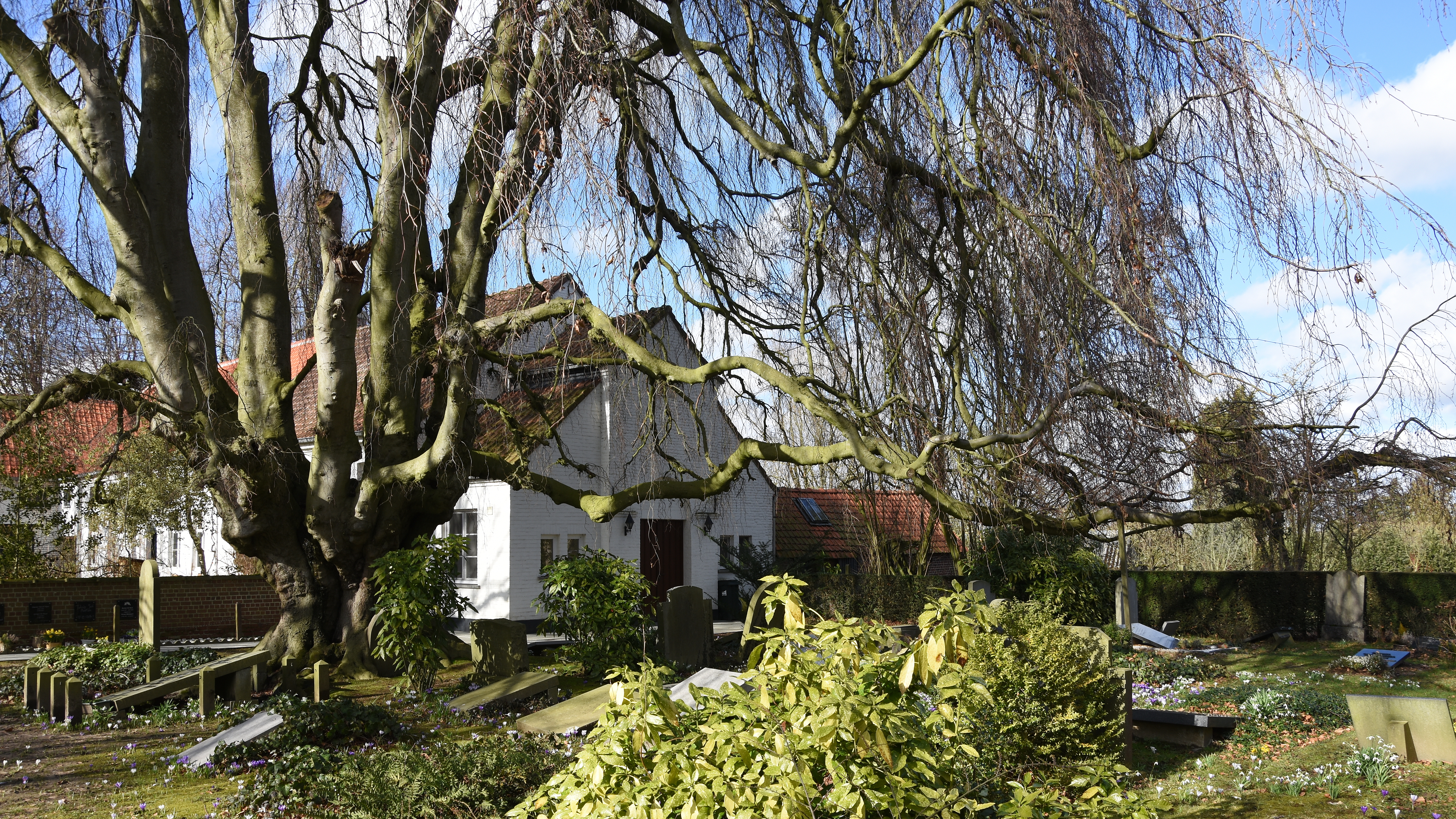
Korsele
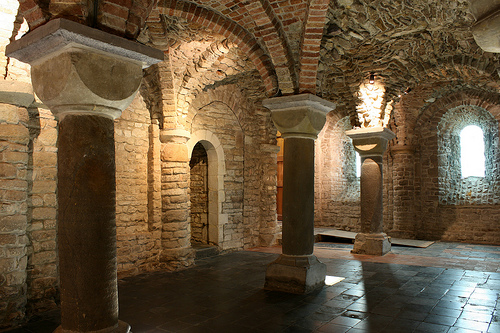
Sint-Hermescrypte in Ronse
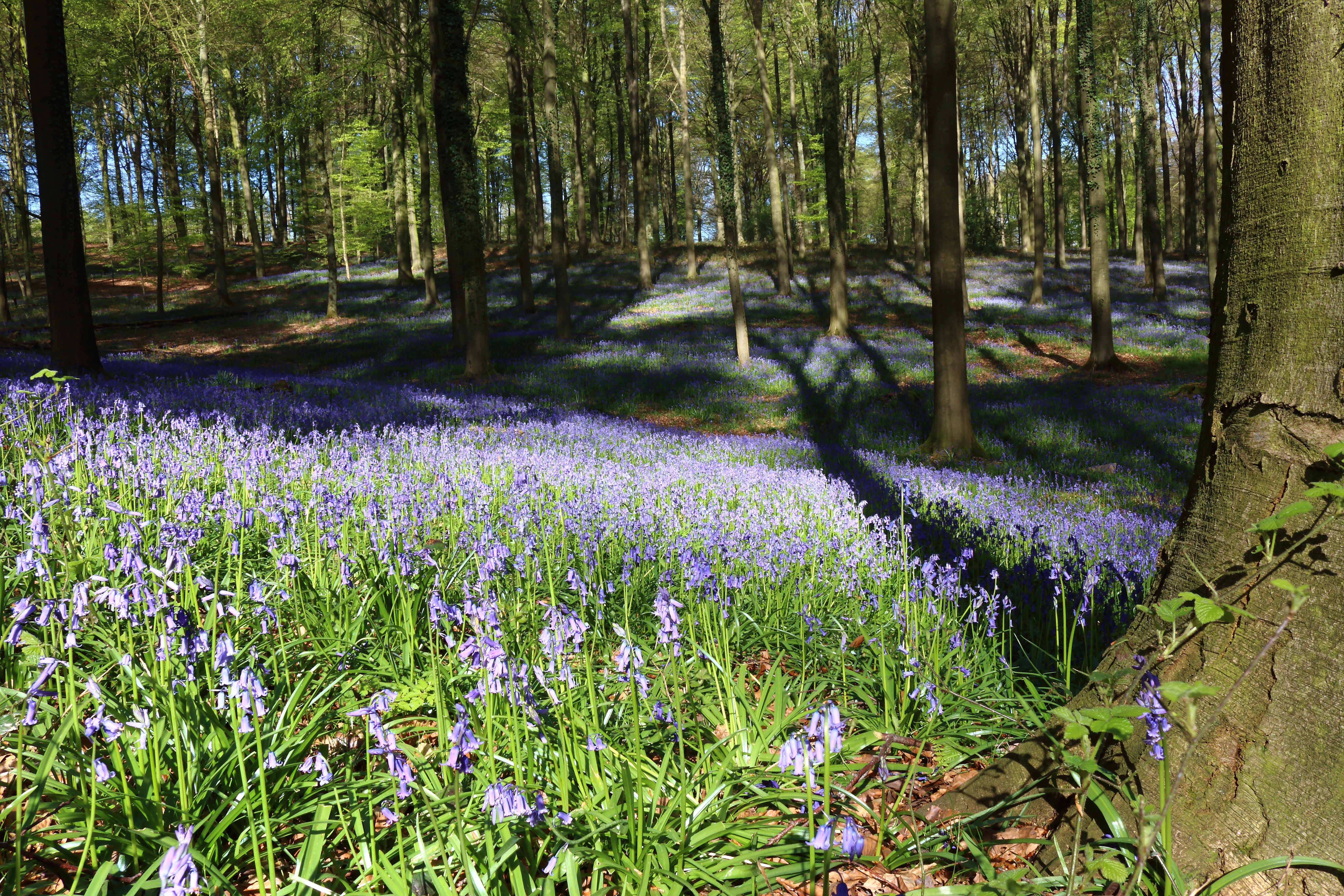
Brakelbos in Brakel
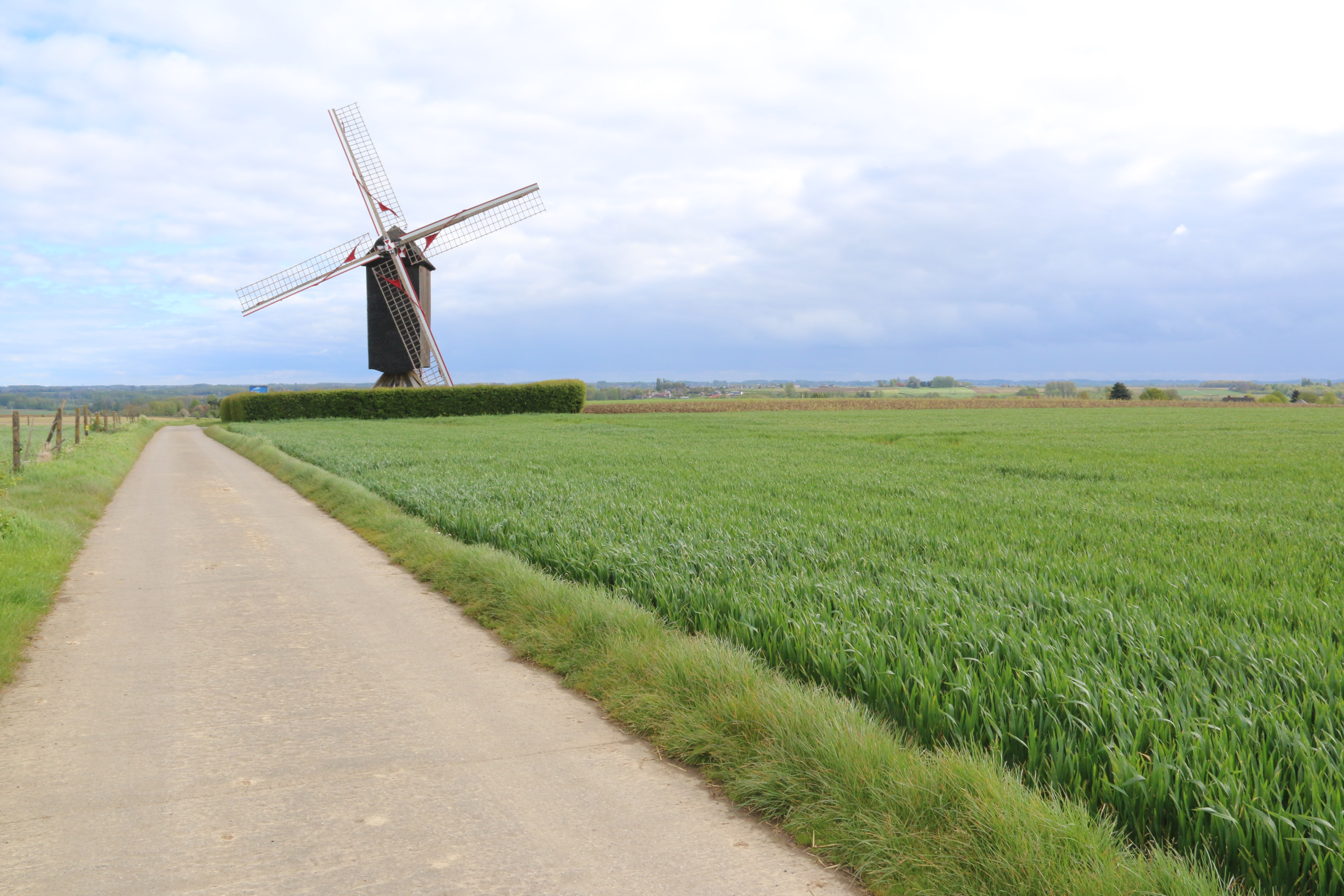
Tissenhovemolen in Mater